# Groß St. Martin

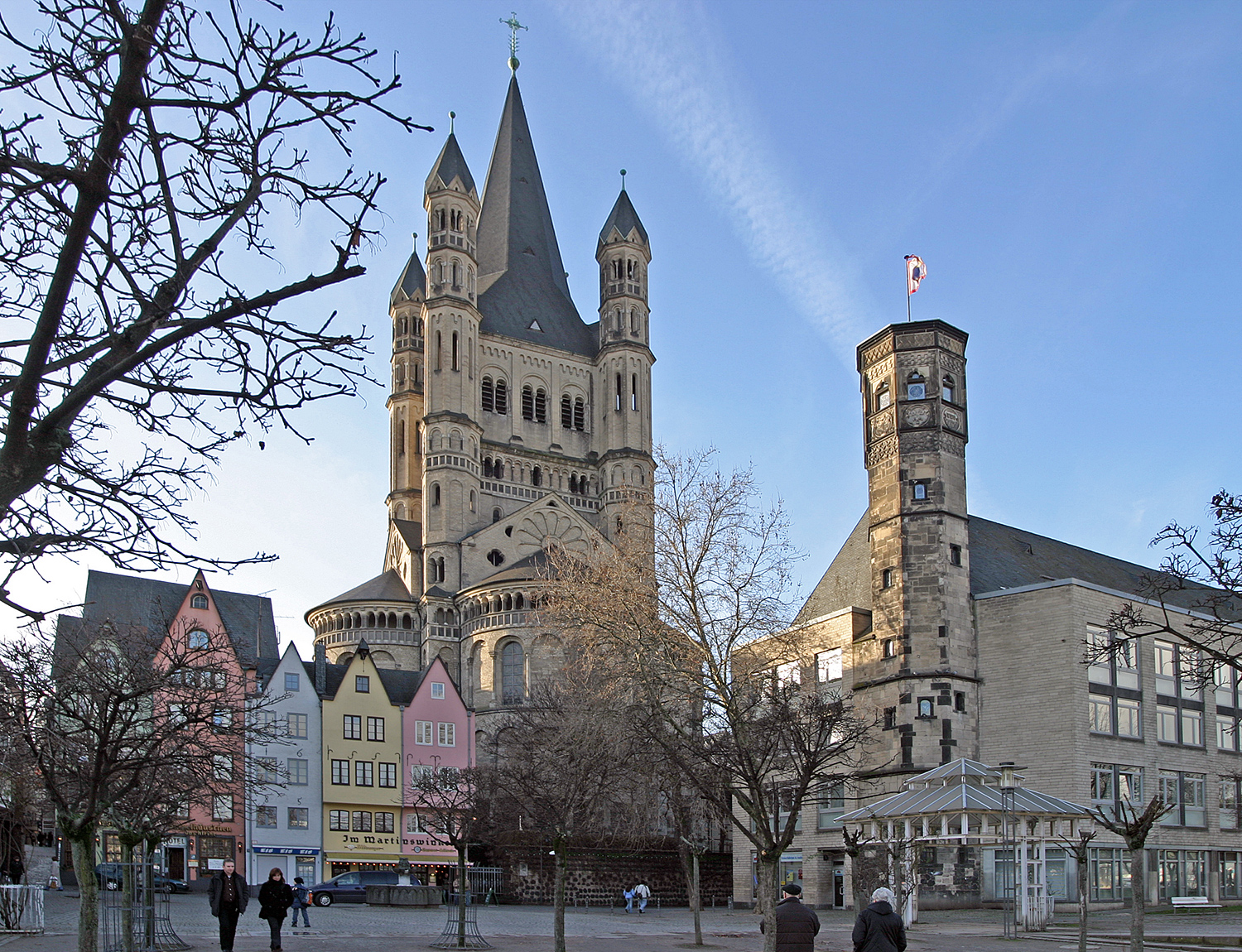
Groß Sankt Martin am Fischmarkt in Köln

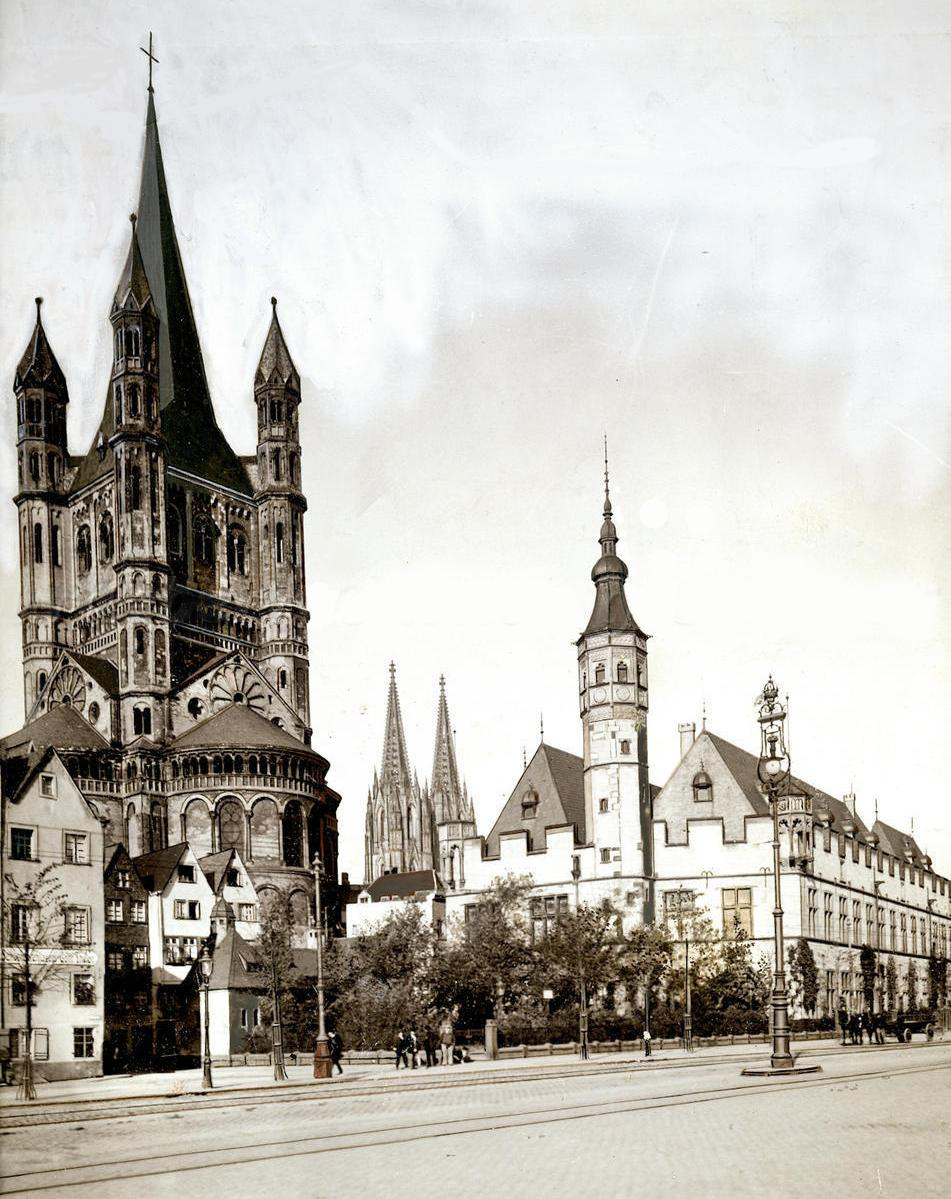
Groß St. Martin und Stapelhaus am Fischmarkt, Photochromdruck um 1900

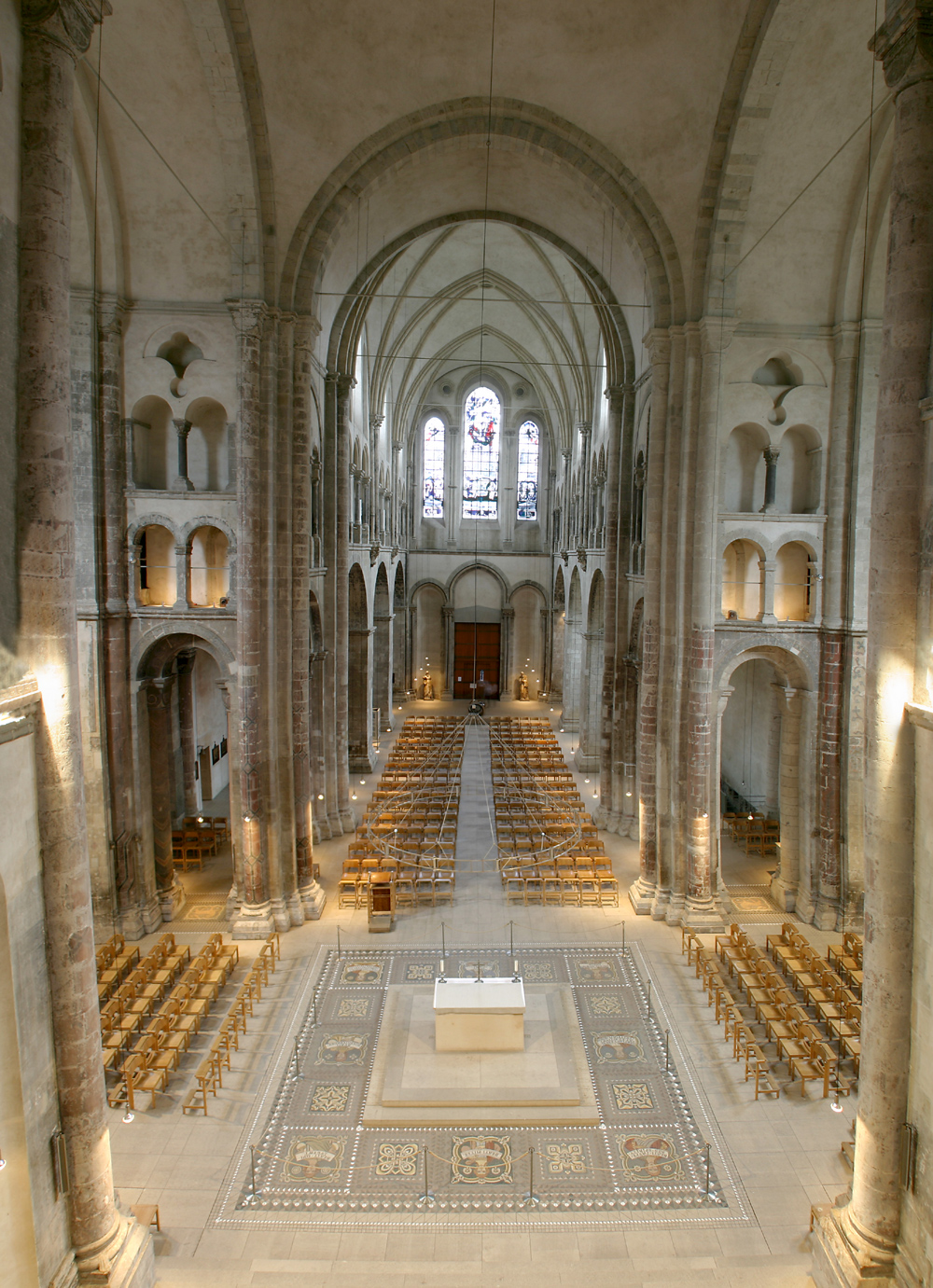
Blick aus der Galerie in der Ostapsis durch Chor und Hauptschiff nach Westen

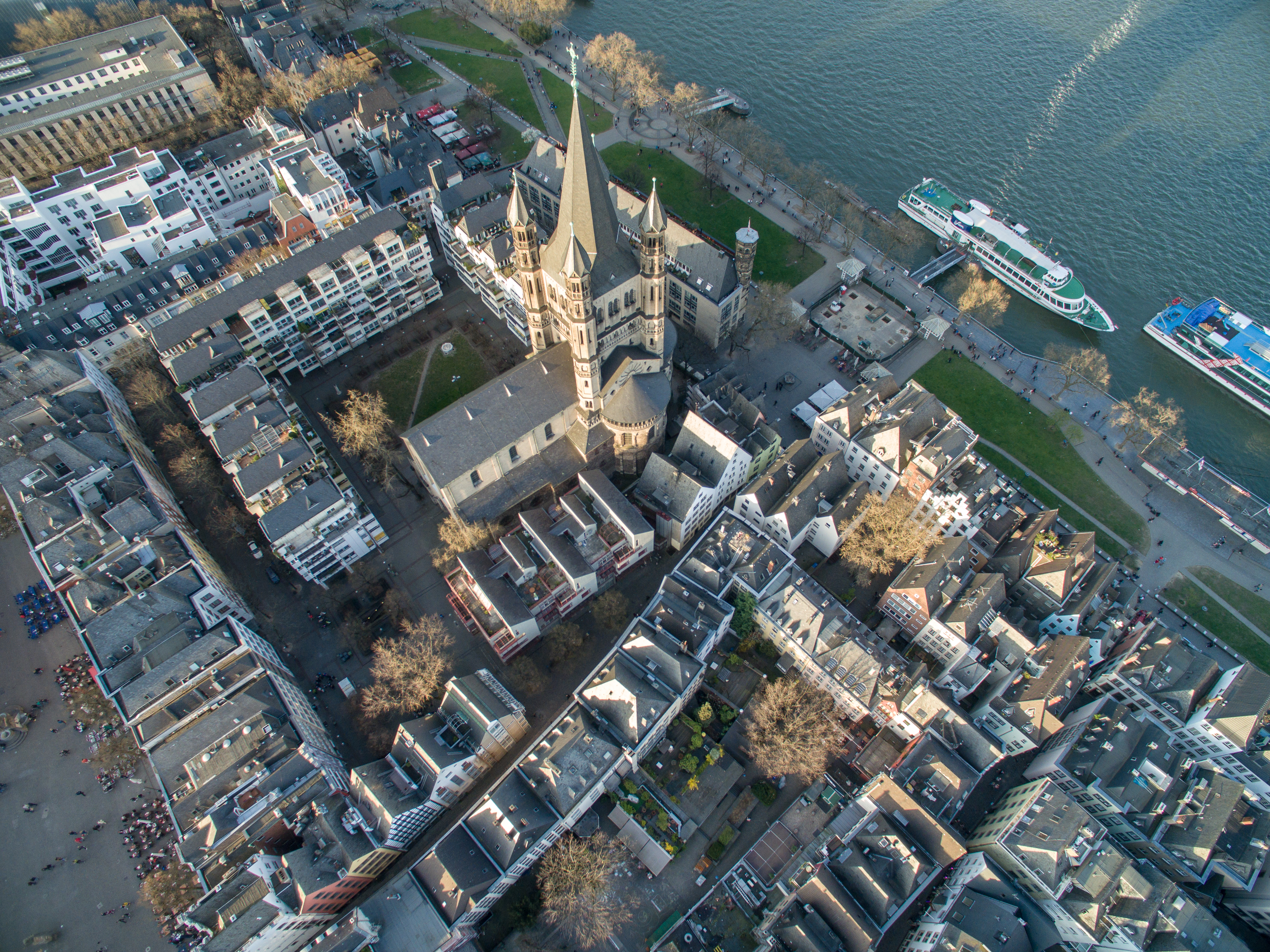
Luftbild der Groß-St.-Martin-Kirche in Köln

Groß St. Martin ist eine der zwölf großen romanischen Kirchen in Köln. Sie ist eine der bedeutendsten romanischen Kirchen Kölns und zählt gemeinsam mit dem Dom und den übrigen elf großen romanischen Kirchen zu den herausragenden Wahrzeichen der Stadt. Das Kirchengebäude steht in der Altstadt nahe dem Rheinufer und ist eng mit Wohn- und Geschäftshäusern aus den 1970er und 1980er Jahren umbaut. Die dreischiffige Basilika mit ihrem kleeblattförmigen Ostchor und dem quadratischen Vierungsturm mit vier Ecktürmchen ist eines der markantesten Wahrzeichen im linksrheinischen Stadtpanorama.
Die Kirche wurde ab etwa 1150 auf den Fundamenten eines römischen Speicherbaus und einer frühmittelalterlichen Vorgängerkirche errichtet und in mehreren Bauphasen bis ins 13. Jahrhundert vollendet. Sie war bis zur Säkularisation von 1802 die Abteikirche der gleichnamigen Benediktinerabtei. Im 19. Jahrhundert wurde sie wieder katholisch genutzt und mehrfach restauriert. Im Zweiten Weltkrieg erlitt Groß St. Martin schwere Schäden, insbesondere durch Bombenangriffe in den Jahren 1942/43, bei denen große Teile des Langhauses und der Gewölbe zerstört wurden. Der Wiederaufbau zog sich über mehrere Jahrzehnte und wurde 1985 abgeschlossen.
Seit dem Jahr 2009 wird die Kirche von der Gemeinschaft der Fraternité de Jérusalem betreut und damit erneut als Klosterkirche genutzt.

## Überblick
Die Basilika wurde im 12. Jahrhundert in der Rheinvorstadt, einer ehemaligen Rheininsel, auf den Fundamenten römischer Bauten errichtet. Über mehrere Jahrhunderte diente sie als Abteikirche des gleichnamigen Benediktinerklosters, bis sie im 19. Jahrhundert nach der Säkularisation des Klosters als Pfarrkirche genutzt wurde. Luftangriffe während des Zweiten Weltkrieges richteten erhebliche Zerstörungen an der Kirche an. Der Turm wurde bis 1965 rekonstruiert. Die Wiederaufbauarbeiten dauerten bis 1985 an. 40 Jahre nach Kriegsende wurde die Kirche neu geweiht.
Seit dem Jahr 2009 steht Groß St. Martin wieder als Klosterkirche einer neugegründeten Filiale der Gemeinschaften von Jerusalem für Gläubige und Besucher offen. In der neu geschaffenen Krypta können Ausgrabungen aus römischer Zeit besichtigt werden.
Durch die Bezeichnung „Groß“ St. Martin wird die Basilika von der deutlich kleineren und möglicherweise älteren, ebenfalls dem Heiligen Martin gewiedmeten Marktkirche Klein St. Martin unterschieden, von der nur der Turm erhalten ist. Johann Peter Weyer, Kölner Stadtbaumeister von 1822 bis 1844, schrieb dazu:

„Als die Insel später durch Ausfüllung des diesseitigen Stromes mit dem Festlande der Stadt verbunden wurde, erhielt die Kirche den Namen Gross St. Martin, um solche von einer dem nämlichen Heiligen gewidmetem, am Ufer Oben Mauren erbauten Pfarrkirche ‚klein St. Martin‘ genannt, zu unterscheiden.“

## Geschichte
Die Geschichte Groß St. Martins ist mit der Geschichte der zugehörigen Benediktinerabtei verbunden, so dass Entscheidungen der Abtei oft auch die Kirche betrafen. Aus der Gründungszeit von Stift und Kirche sind nur wenige Dokumente oder Baunachrichten überliefert, weshalb sich die Erkenntnisse zum Bau zusätzlich auf archäologische Befunde sowie auf kunsthistorische Überlegungen stützen.

### Archäologische Befunde über römische Vorgängerbauten

Römische Vorgängerbauten und spätere Klostergebäude im Verhältnis zur heutigen Bebauung
Römische Bauten
Abteigebäude
Umrisse Basilika
Heutige Bebauung Grundrisszeichnungen nach Gerta Wolff

Das Gelände um Groß St. Martin gehörte ursprünglich zu einer dem römischen Köln (Colonia Claudia Ara Agrippinensium) vorgelagerten Rheininsel östlich des Prätoriums. Ausgrabungen in den Jahren 1965/1966 und 1973 bis 1979 ergaben, dass es seit dem ersten Jahrhundert n. Chr. bebaut war.
Als Erstbebauung wurde eine ummauerte Platzanlage von mindestens 76 m ostwestlicher Länge und 71,5 m Breite identifiziert, in deren Innerem sich eine 55,7 mal 43,8 m große, leicht vertiefte Fläche sowie ein 34 mal 17,2 m und 1,7 m tiefes Wasserbecken befanden. Nördlich der Alpen sind bisher keine vergleichbaren Anlagen bekannt. Da auch keine Informationen über ihre Nutzung überliefert sind, können nur Vermutungen angestellt werden: Die große Fläche wird als Sportplatz (palaestra) gedeutet, das Wasserbecken als Schwimmbad (natatio) oder als Lagerbecken für Fische und Muscheln der Rheinfischer. Eine weitere Theorie spricht von einem heiligen Bezirk, eventuell auch dem Standort der immer noch unbekannten Ara Ubiorum.

Modell des römischen Köln, circa 3. Jahrhundert

In der Mitte des zweiten Jahrhunderts wurde das Gelände um etwa 1,5 bis 2 m aufgeschüttet, und es wurden vier dreischiffige Hallen im Süden, Osten und Westen errichtet. Ihre Lage direkt am Rheinufer sowie Form und Anordnung deuten auf eine Nutzung als Lagerhallen (horreae) für Handelsgüter hin. Eine Mauer zur Nordseite begrenzte die neue, etwa 7000 m² große Platzanlage.
Zumindest die vierte, die südöstliche Halle, wurde auch nachantik genutzt. Dreimal wurde ein neuer Estrich aufgebracht, der den jeweils älteren überdeckte. Die bisher glatten Sandsteinpfeiler wurden nachträglich mit einer profilierten Basis versehen, von der nicht klar ist, ob sie noch aus römischer oder schon aus frühmittelalterlicher Zeit stammt. In den Estrich eingeschlossene Scherben aus Pingsdorfer Keramik stammen jedoch aus der karolingischen Epoche.
Zudem wurde 1965/1966 entlang der Mittelachse der Kirche in einem langen Schnitt die Stratigraphie (Bodenschichtung) untersucht. Bis zu einer Tiefe von ca. 2 m unter dem Kirchenboden wurde eine Fülle mittelalterlicher und neuzeitlicher Bestattungen gefunden.

### Annahmen zur Gründung der Martinskirche und falsche Chroniken

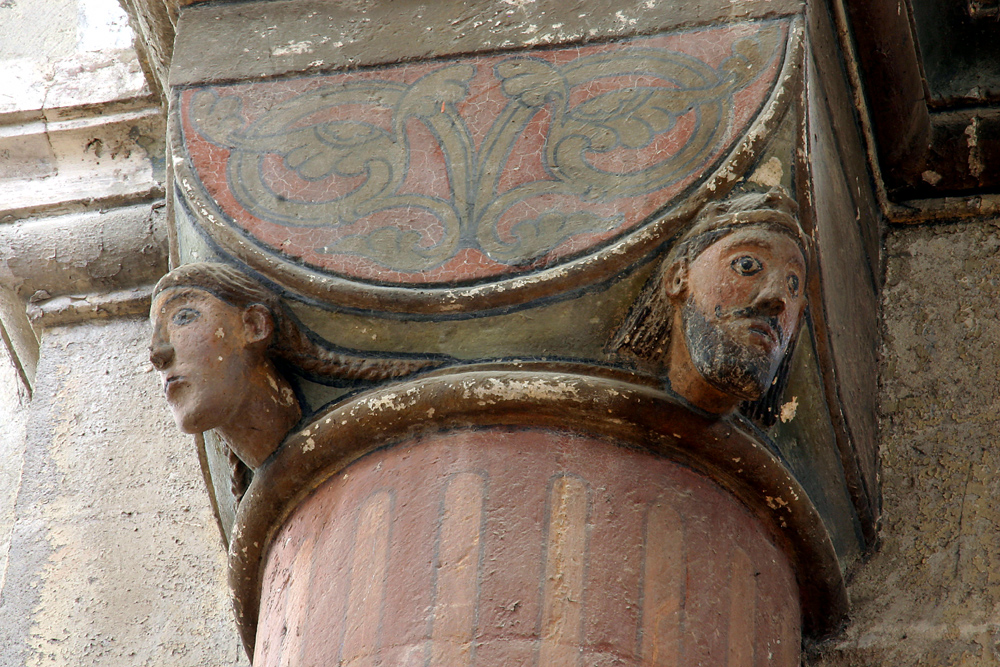
Skulpturenkapitell an der südwestlichen Säule des Zwischenjochs, der Überlieferung nach Pippin und Plektrudis darstellend

Für die Gründung von St. Martin vor dem 10. Jahrhundert gibt es keine Zeitzeugnisse. Jedoch erwähnt der Kölner Historiograph Aegidius Gelenius in seinem 1645 erschienenen „Lobpreis der Stadt Köln“ (De admiranda sacra et civili magnitudine Coloniae... – von der bewunderungswürdigen, heiligen und weltlichen Größe Kölns...) eine mögliche Entstehung in vorkarolingischer Zeit. Demnach sollen die Missionare Wiro und Plechelmus, die mit Suitbert – dem späteren Abt des Klosters Kaiserswerth – an den Rhein kamen, Kloster und Kirche gegründet haben. Dabei seien sie vermutlich von Pippin dem Mittleren und Plektrudis, den Gründern von St. Maria im Kapitol, unterstützt worden.
Auf diese Gründungstheorien stützte sich ein angeblich aus dem 13. oder 14. Jahrhundert stammendes Chronicon Sancti Martini Coloniensis, das bis zum Ende des 19. Jahrhunderts als Quelle für die Abtei- und Kirchengeschichte galt: St. Martin sei durch den Schotten Tilmon, der im Jahr 690 eine Kapelle erbaut habe, gegründet worden. Diese sei durch Viro, Plechelmus und Otger im Jahre 708 in ein Kloster umgewandelt worden. Lückenlos dokumentiert die Chronik die Namen der Äbte seit frühester Zeit und beschreibt Ereignisse wie die Zerstörung von Kloster und Kirche durch die Sachsen im Jahre 778, als Karl der Große auf der Iberischen Halbinsel kämpfte. Danach habe einer von Karls Paladinen, der Dänenfürst Olger, das Bauwerk auf eigene Kosten unter Beihilfe Karls wieder aufbauen lassen und Papst Leo III. habe während seines zweiten Besuchs in Köln (805) zwei Altäre geweiht. Für die Jahre 846 und 882 wird von einer Zerstörung durch die Normannen berichtet, von der Kloster und Kirche sich nur schwer erholt hätten.
Erst im Jahr 1900 entlarvte Otto Oppermann die gesamte Chronik als Fälschung von Oliver Legipont, einem Benediktinermönch an St. Martin aus dem Jahr 1730.
Eine Gründung von Kloster und Kirche in fränkischer Zeit (5. bis 9. Jahrhundert) ist also nicht belegbar, wird jedoch zuweilen auch aufgrund des Schutzheiligen Martin von Tours vermutet, da dieser als beliebtester Heiliger der Franken gilt und die meisten Kirchen unter diesem Patrozinium im 7. bis 9. Jahrhundert gegründet wurden.

### Stiftsgründung und Bau des Klosters im 10. bis 11. Jahrhundert

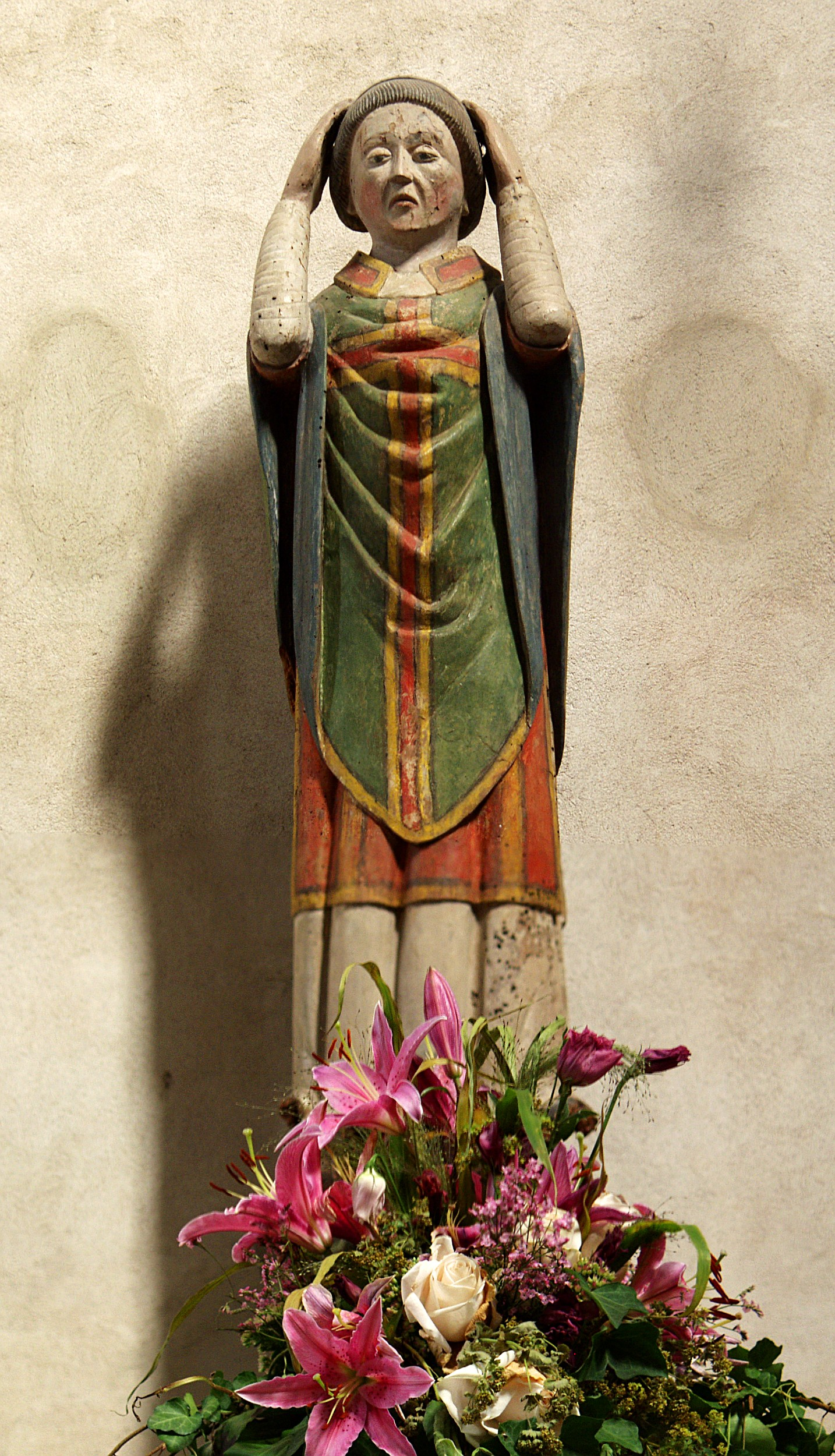
Statue des St. Eliphius

Als gesichert gilt heute die im Lorscher Codex erwähnte Gründung durch den Kölner Erzbischof Brun (953–965) als Chorherrenstift zu Ehren von Martin von Tours. Brun führte die Martinskirche in seinem Testament unter den zu berücksichtigenden Kirchen auf und beschenkte sie bereits zu Lebzeiten mit den Reliquien des St. Eliphius, der zum zweiten Patron von Groß St. Martin wurde; seine Reliquien wurden von Toul in das neu gegründete Stift übertragen.
Die Koelhoffsche Chronik notiert im Jahr 1499, dass Erzbischof Warin von Köln (976–985) Groß St. Martin habe ausbessern lassen:

„Also quam he widder zo Coellen vnd besserde dat Monster zo dem groissen sent Mertijn zo Coellen dat alt vnd veruallen was vnd begaffde dat rychlichen.“

„Also kam er wieder nach Köln und besserte das Münster zu dem großen Sankt Martin zu Köln aus, das alt und verfallen war, und begabte (beschenkte) dieses reichlich.“

Auch dies deutet auf ein höheres Alter hin. Erzbischof Warin von Köln (976–985) soll seinen Lebensabend nach seiner Absetzung in dem Stift verbracht haben.
Gesichert ist, dass Erzbischof Everger (985–999) das Stift durch Schenkungen im Jahre 989 in ein Schottenkloster umwandelte, welches durch irische Benediktiner („Schotten“) bewohnt wurde. Die Einführung der Schotten in Groß St. Martin fällt zwischen die ersten irischen Niederlassungen in merowingisch-karolingischer Zeit und die sich seit Mitte des 11. Jahrhunderts um Regensburg gruppierende Kongregation von benediktinischen Schottenklöstern.
Nach und nach wurden dann im 11. Jahrhundert die Schotten durch einheimische Mönche ersetzt. Erzbischof Pilgrim von Köln (1021–1036) soll den ausländischen Mönchen abgeneigt gewesen sein und zu ihrer Ablösung beigetragen haben. Der letzte iro-schottische Abt war Alvold, der 1103 starb. Ab dem Jahr 1056 lebte Marianus Scotus für einige Zeit in Groß St. Martin, weshalb angenommen wurde, dass er noch eine Reihe seiner Landsleute dort antraf.
Zur Baugeschichte vermuten Kunsthistoriker, dass die bei Ausgrabungen gefundenen Mauerreste unterhalb der nördlichen Seitenschiffwand, die bis in das erste Joch des bestehenden Baus reichen, zu einer unter Brun errichteten Kirche gehörten. Die Westwand hätte etwa 7 m weiter nördlich gelegen. Damit hätte sie der Breite der ehemaligen römischen Lagerhalle entsprochen, eventuell handelte es sich aber auch um den Umbau der Lagerhalle.
Die Vita Annonis berichtet, dass Erzbischof Anno II. (1056–1075) eine Erscheinung des Heiligen Eliphius gehabt habe und daraufhin zwei Türme errichten ließ. Vermutlich wurden sie als Doppelturm am Ostchor errichtet.

### Der romanische Neubau im 12. bis 13. Jahrhundert
Im Jahr 1150 vernichtete ein Stadtbrand die Rheinvorstadt, dabei wurde auch die Kirche des Benediktinerklosters in Mitleidenschaft gezogen. Das genaue Schadensausmaß ist nicht bekannt, es wird jedoch vermutet, dass der Brand zum Anlass genommen wurde, den beschädigten Bau komplett abzureißen. In einem ersten Bauabschnitt wurde der Trikonchos erbaut, der einzige bis heute fast unverändert erhaltene Teil, da Vierungsturm, Langhaus und Westabschluss im Rahmen späterer Planungen immer wieder umgebaut wurden.
Erzbischof Philipp I. von Heinsberg weihte im Jahr 1172 den Neubau, der bis dahin lediglich aus dem Trikonchos bestand; das Langhaus war vermutlich bereits im Bau. An der nördlichen Apsis war die zweistöckige Benediktuskapelle angefügt, in sie wurde der Leichnam des 1042 verstorbenen Abtes Helias überführt.
Bis zu einem weiteren Brand im Jahre 1185 war das östliche Joch des Langhauses fertiggestellt, auf der Südseite anscheinend auch die folgenden Seitenschiffjoche. Diese stießen auf die Nordwand der dort befindlichen älteren Pfarrkirche St. Brigiden, was vermutlich zu dem Einsprung an der Südwand von Groß St. Martin führte.
Eine weitere Baunachricht ist aus der Zeit des Abtes Simon (1206–1211) überliefert. Der verstorbene Klosterbruder Rudengerus vermachte in seinem Testament unter anderem sieben Taler und 30 Denare zum Ankauf von Steinen.
In der Mitte des 13. Jahrhunderts wurden aus den bereits etwas älteren Wänden über den Seitenschiffen Laufgänge und die Nischen des Triforiums herausgestemmt. Dadurch erreichte man die gewünschte Leichtigkeit. In dieser Zeit wurde das Schiff um fünf Meter verlängert und die zweijochige Vorhalle im Westen ergänzt.

### Entwicklungen nach der Fertigstellung im 14. bis 17. Jahrhundert

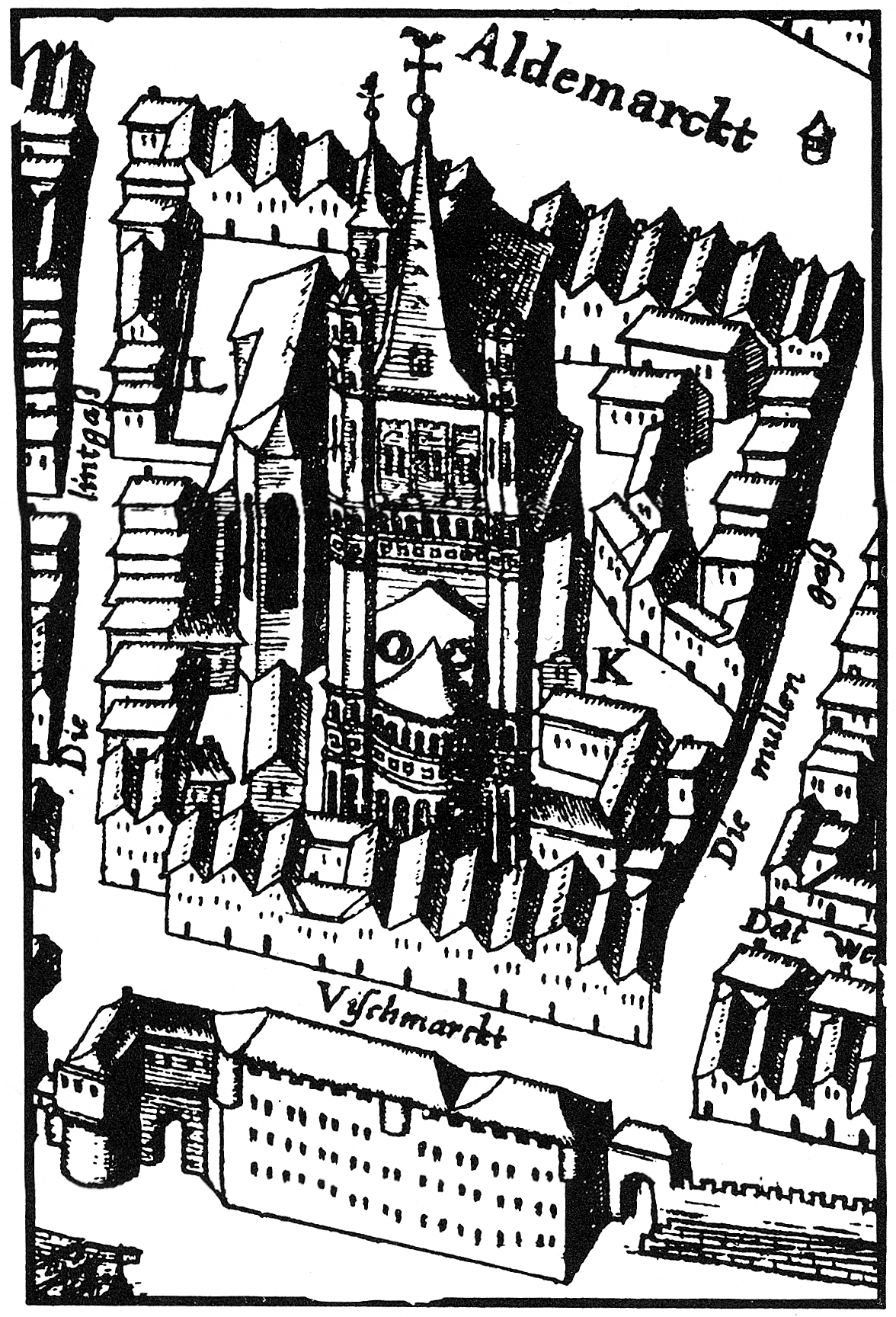
Ausschnitt aus dem Mercator-Stadtplan von 1571 mit Groß St. Martin

Nach der Vollendung der Basilika im 13. Jahrhundert wurden bis ins 19. Jahrhundert kaum Modifikationen an der Bauform vorgenommen. Eine Ausnahme bilden Wiederherstellungsmaßnahmen, von denen in den folgenden Jahrhunderten vor allem am Vierungsturm etliche notwendig wurden.
So zerstörte im Jahr 1378 ein Feuer das Dach des Vierungsturms, das anschließend mit Hilfe von gestifteten Finanzmitteln, allerdings wohl nur notdürftig, erneuert wurde.
Ein schwerer Sturm verursachte im Jahr 1434 weitere Schäden. Drei der vier Giebel des Turms wurden heruntergeweht. Während ein Giebel auf die umliegenden Gebäude des Fischmarktes stürzte, schlugen zwei direkt in die Gewölbe über dem Hochaltar. Die Gewölbe wurden bald wieder instand gesetzt und eine Glocke mit der Jahreszahl 1436 eingehängt.
Reformen unter den Äbten Jakob von Wachendorp (1439–1454) und Adam Meyer (1454–1499) sorgten für eine stabilere Finanzsituation der Benediktinerabtei. Davon profitierte auch die Innenausstattung der Kirche, die um einige wertvolle Stücke bereichert wurde. Heute noch erhalten sind etwa die Figuren eines Kreuzaltars von 1509.
Statt neuer Giebel wurde dem Turm in den Jahren zwischen 1450 und 1460 sein charakteristisches Dach in Form eines gotischen Knickhelms aufgesetzt.
Die statisch instabile Konstruktion der westlichen Flankierungstürmchen führte 1527 zum Absturz des südwestlichen Türmchens auf die an dieser Seite liegende Magdalenenkapelle, die später vollständig abgerissen wurde. Das Türmchen wurde zunächst nicht wieder aufgebaut.
Das Innere von Groß St. Martin schmückten seit dem Mittelalter zahlreiche Altäre. Diese dürften bereits einer frühbarocken Neuausstattung im 17. Jahrhundert zum Opfer gefallen sein, von der heute jedoch ebenfalls nichts mehr erhalten ist.

### 18. Jahrhundert und Einflüsse von Barock und Klassizismus

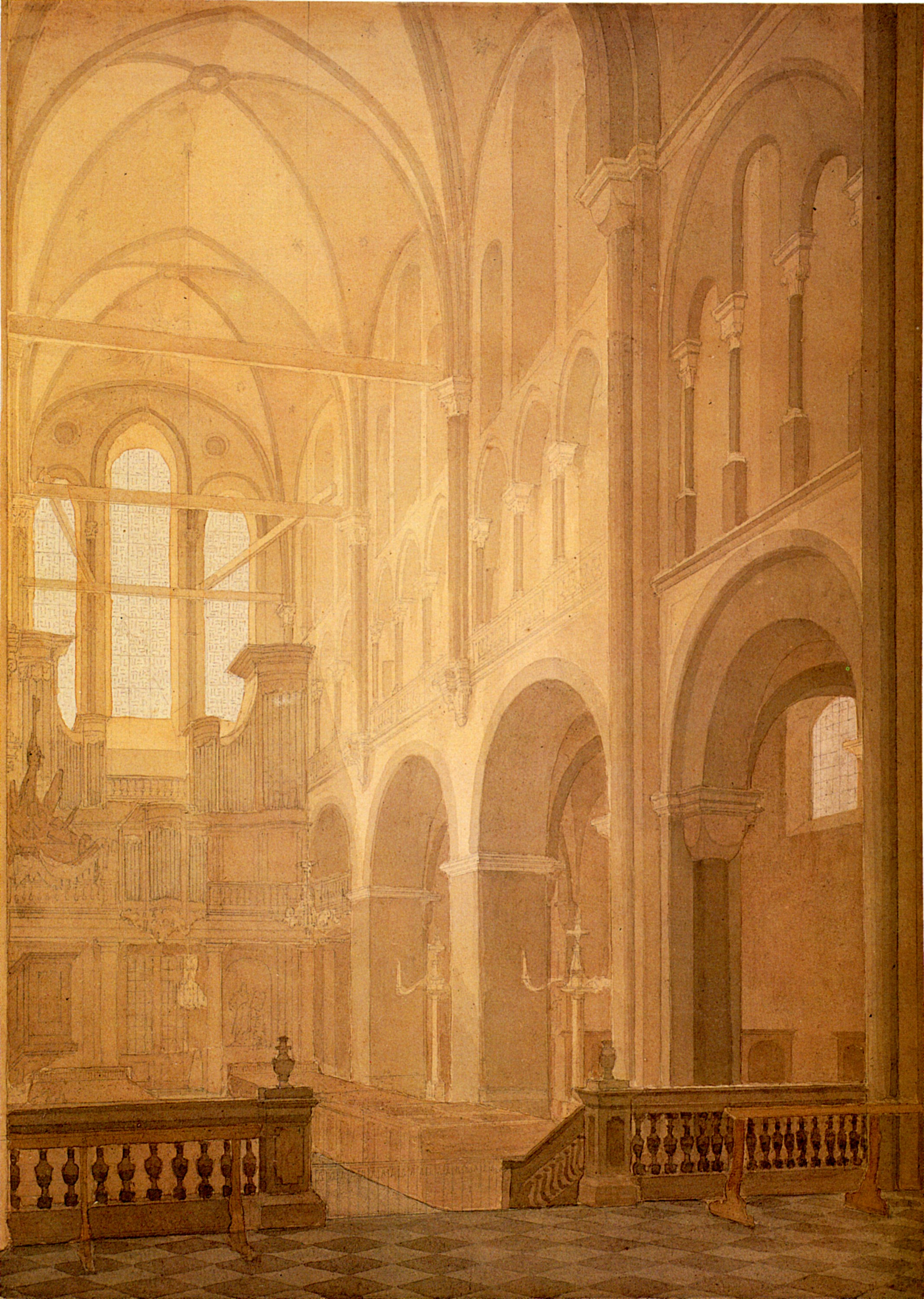
Blick vom Hochaltar in Richtung Westportal mit Orgel, Lithographie von Thomas Cranz, koloriert von Adolph Wegelin von 1838 bis 1841

Nachdem im Jahr 1707 unter Abt Heinrich Obladen das inzwischen baufällige Abteigebäude abgerissen und durch einen Neubau ersetzt worden war, ließ derselbe das Innere von Groß St. Martin neu ausmalen und die Kirche mit einer neuen, größeren Orgel ausstatten. Die Ausschmückungen trugen die Handschrift des Barock. So gab es etwa goldene Bänder an Säulen, Kuppeln und Wänden, und das Innere wurde mit vier schweren Leuchtern und zahlreichen Kleinodien und Ausstattungsstücken ergänzt.
Auch die zweite Hälfte des 18. Jahrhunderts brachte etliche Veränderungen an Innenbau und Ausstattung mit sich, die zum Teil bereits von Zeitgenossen mit herber Kritik bedacht wurden. Abt Franz Spix, der 1741–1759 die Benediktinerabtei leitete, ließ die Fläche des Vierungsaltars um zwei Fuß erhöhen und verlegte den Altar in die hintere Apsis. Ziel war wohl eine prunkvollere Gestaltung der Heiligen Messe. Dass bei dieser Maßnahme die alten Grabplatten der Äbte zerstört wurden und Säulen und Pfeiler nun ohne Sockel aus dem Boden ragten, rief zwar Kritik, etwa bei Oliver Legipont, hervor, konnte aber trotz Protestnoten an den päpstlichen Nuntius in Köln nicht verhindert werden.
Rund 40 Jahre später, zum Ende des 18. Jahrhunderts, wurde Ferdinand Franz Wallraf mit der zeitgenössischen Neuausschmückung der Basilika beauftragt. Wallrafs Programm trug einerseits noch deutlich barocke Züge, war aber auch bereits vom beginnenden Klassizismus beeinflusst. So wurden Nebenaltäre und Kanzel nun extrem schlicht gehalten, der Hochaltar jedoch recht opulent, mit deutlichen Anklängen an die griechisch-römische Götterwelt, ausgemalt.

„Durch eine Häufung von Symbolen war auf ihm der Sieg des Neuen Bundes über den Alten veranschaulicht: Auf einem großen Becken, dem ‚ehernen Meer‘, lagen zwischen Wolken Schaubrote, die von einem umstürzenden Tische fielen, Schädel von Opfertieren, Rauchfässer usw. Ein Engel hielt den zerbrochenen siebenarmigen Leuchter; über der Bundeslade erhob sich das Kreuz. Auf der Vorderseite des Tabernakels zerriss ein Engel den Vorhang des Tempels, im Innern des Tabernakels war der Heiland selber dargestellt.“

Wenn das Wallrafsche Bildprogramm auch später, von Vertretern des Historismus und der katholischen Erneuerungsbewegung des 19. Jahrhunderts, teils leidenschaftlich kritisiert und als „heidnisch“ abgelehnt wurde, so wird es aus kunsthistorischer Sicht heute als „außerordentlich gelungen“ eingeschätzt.
Zu den Veränderungen am Innenraum kam 1789 die Entscheidung, den baufälligen nordwestlichen Flankierungsturm abzutragen. Ansichten zeigen bis in die Mitte des 19. Jahrhunderts Groß St. Martin nur mit den zwei verbliebenen östlichen Türmchen. Weitere bauliche Maßnahmen betrafen die Hauptapsiden, die zum Teil mit Fenstern versehen wurden, und die Magdalenenkapelle zwischen südlicher Apsis und Seitenschiff, die komplett abgerissen wurde.

### Säkularisation und Restaurierungsarbeiten im 19. Jahrhundert

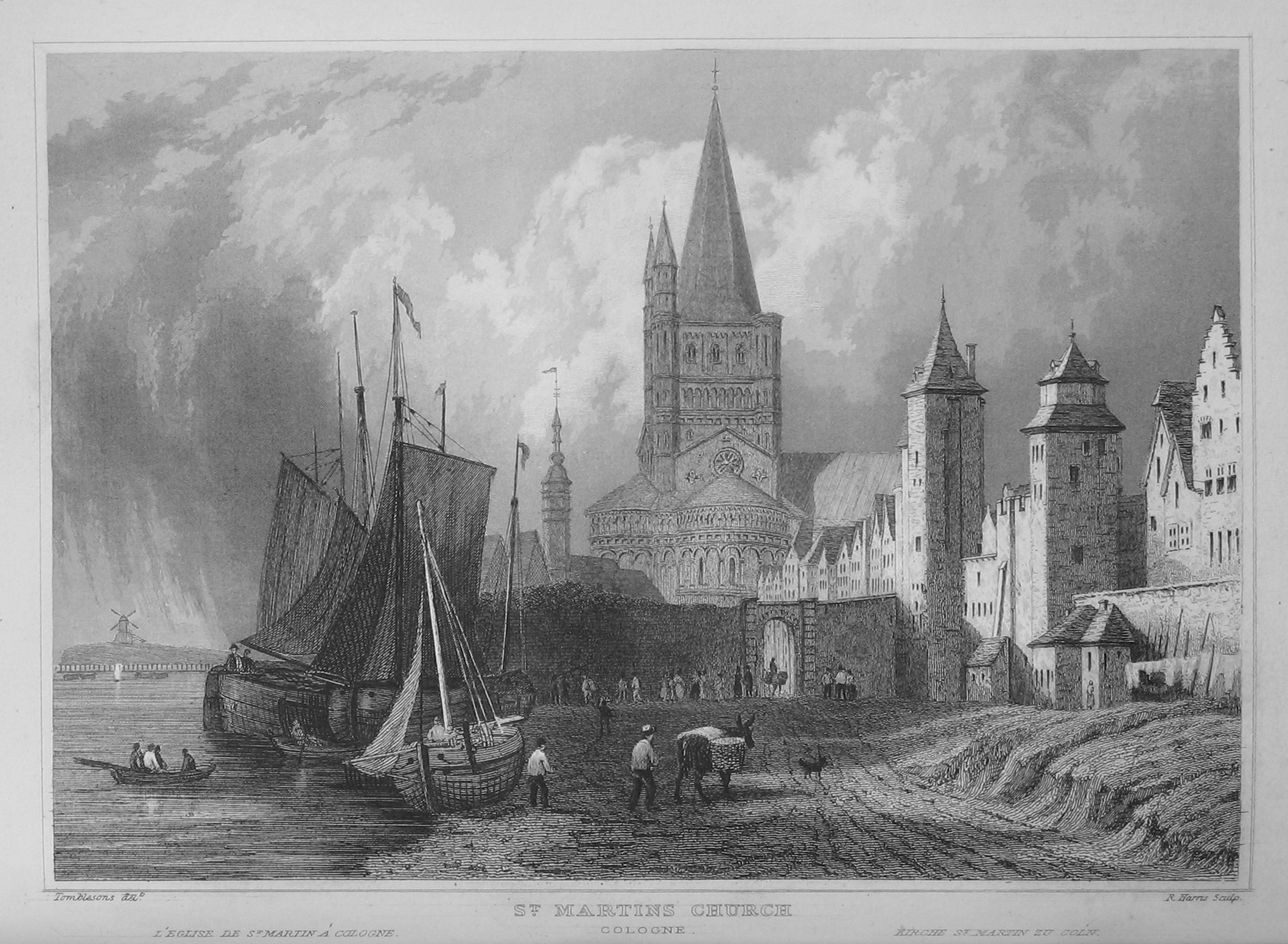
Stahlstich um 1840

Seit 1792 führte das revolutionäre Frankreich Krieg gegen eine Koalition europäischer Regierungen, darunter Österreich und Preußen. Im Oktober 1794 nahmen die Revolutionstruppen Köln ein und leiteten damit eine 20 Jahre währende Besatzungszeit ein, die die Stadt endgültig aus mittelalterlichen Traditionen und Bräuchen reißen sollte und von Beginn an stark antiklerikal geprägt war. Das Erzbistum Köln hörte 1801 auf zu existieren und der Kölner Dom wurde zu einer normalen Pfarrkirche. Mit dem Dekret zur Säkularisation vom 9. Juni 1802 wurden alle geistlichen Korporationen der Rheindepartements aufgehoben. Das Martinskloster löste sich infolge dieser Richtlinie am 21. September 1802 auf und die verbliebenen 21 Mönche mussten sich ein Auskommen außerhalb der Klostermauern suchen; 11 von ihnen übernahmen Pfarrstellen in Köln. Die Kirche St. Brigiden wurde 1805 bis auf den Turm verkauft. In einem Versteigerungsprotokoll zum „Verkauf von National-Gütern“ vom 11. und 25. Frimaire des Jahres 14 des französischen Revolutionskalender hieß es:

„18. Die vormalige Pfarrkirche St. Brigitta zu Köln, von einer Seite an die Beypfarre des großen St. Martinus anstoßend und für den Gottesdienst untauglich. Ausgesetzt 600 Fr. (kam auf 5075 Fr.).“

Die Kirche wurde danach abgerissen und die Reste des Turmes seit 1812 als Orgeltreppe genutzt. St. Martin fungierte von nun an als Pfarrkirche mit dem ehemaligen Abt Felix Ohoven als neuem Pfarrer.
Das verlassene Abteigebäude diente in den Folgejahren zunächst einigen der ehemaligen Mönche, seit 1808 französischen Veteranen als Wohnraum. Die zunehmende Baufälligkeit der Gebäude führte 1821 zu ihrer Räumung und 1822 zum teilweisen Abriss durch die Stadt. Der Kreuzgang blieb noch bis 1839 erhalten, bevor er ebenfalls niedergelegt wurde. Während eines zweitägigen Besuchs Victor Hugos in Köln im Rahmen seiner Rheinreise wurde der Dichter Zeuge der letzten Abrissarbeiten:

„Bei der Betrachtung dieses schönen Nachtbildes verfiel mein Geist in eine schwermütige Träumerei: Die Stadt der Germanen ist verschwunden, die Stadt Agrippas ist nicht mehr, die Stadt des hl. Engelbert steht noch. Aber auf wie lange noch? […] Heute habe ich die letzten morschen Steine des romanischen Kreuzganges von St. Martin fallen sehen, der einem Café à la Tortoni Platz machen soll […]“

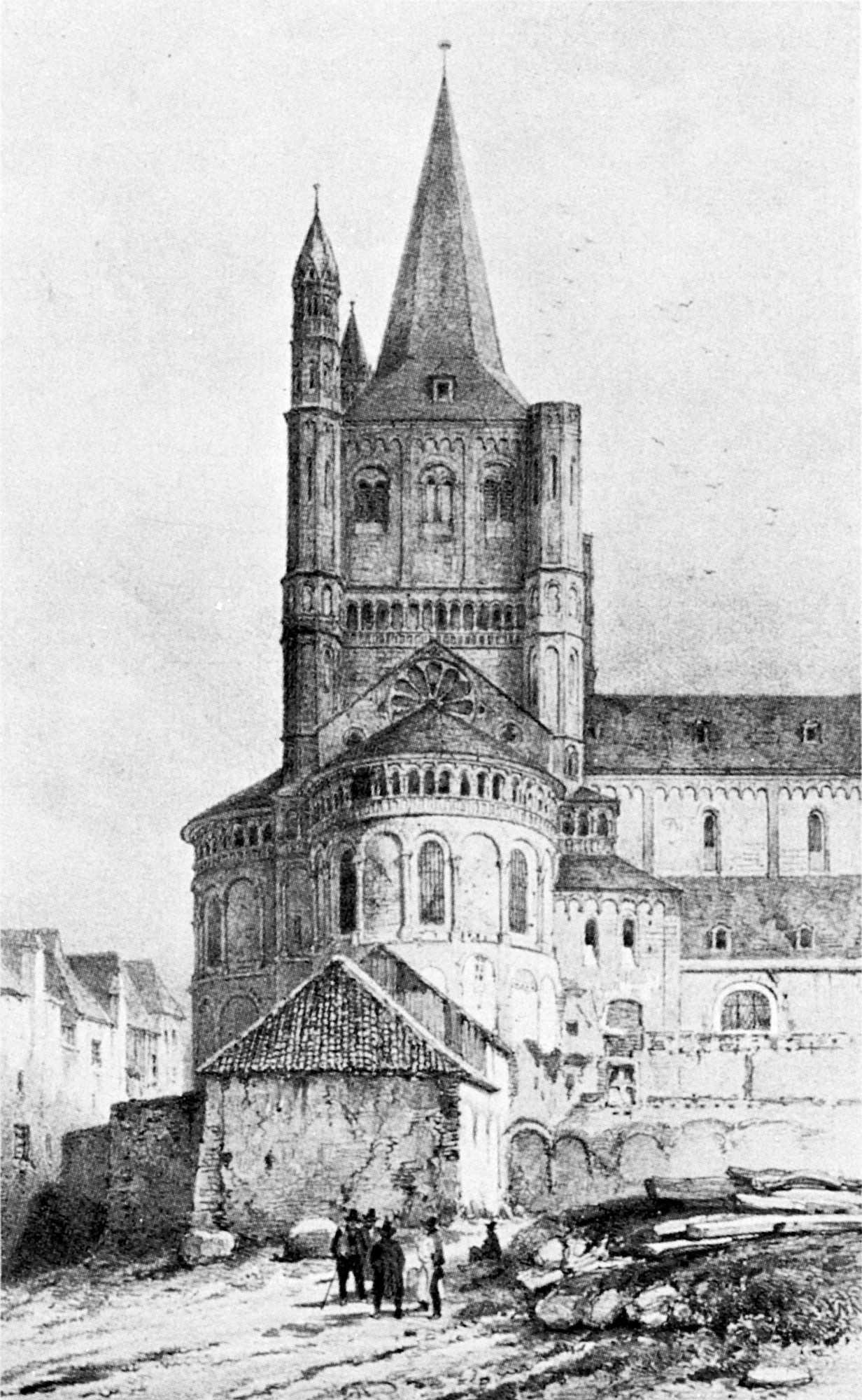
Ansicht von der Nordseite nach dem Abriss der Abteigebäude und vor der Restaurierung; zwei der vier Ecktürmchen fehlen. Lithographie von 1840

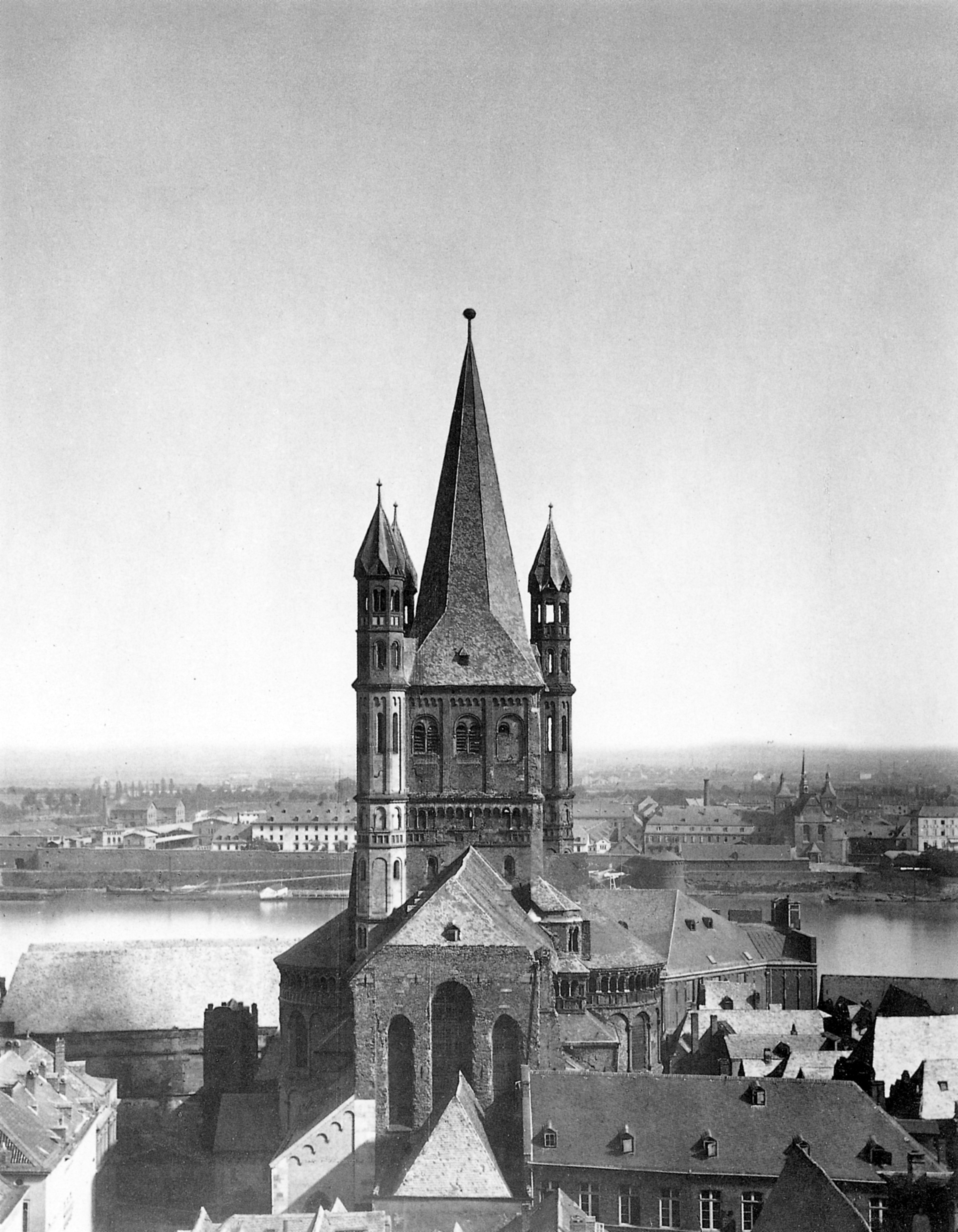
Blick von Westen, das südwestliche Türmchen fehlt noch; Fotografie, ca. 1856

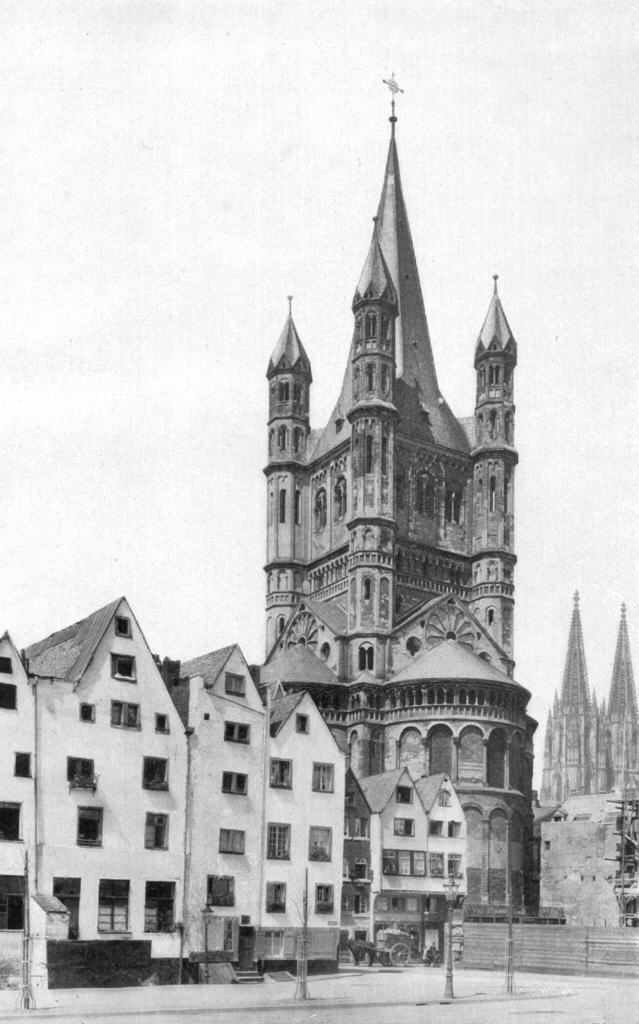
Blick von Südosten; Fotografie, ca. 1925

Insgesamt bot Groß St. Martin gegen Mitte des 19. Jahrhunderts einen recht trostlosen Anblick. Immer noch fehlten die zwei westlichen Flankierungstürmchen und die Nordseite, an der sich früher die Abteigebäude angeschlossen hatten, war schmucklos und hatte praktisch keine Fenster.
Seit dem Jahr 1843 beteiligte sich die Stadt Köln finanziell an der Wiederherstellung der Kirche. Eine neue, in romanischen Formen gehaltene Sakristei von Johann Peter Weyer an der Nordapsis, und die neue Seitenschiffwand gehörten zu den ersten Arbeiten. 1847 wurde zunächst der nordwestliche Flankierungsturm wieder ergänzt. Pläne von Heinrich Nagelschmidt, die gesamte Basilika umfassend zu restaurieren, wurden seit 1861 umgesetzt. Auch hier übernahm die Stadt Köln die Hälfte der Restaurierungskosten von rund 32.000 Talern. Groß St. Martin erhielt bis 1875 ein neues Dach, einen erneuerten Westgiebel, neue Fenster im südlichen Seitenschiff und schließlich auch wieder das vierte Flankierungstürmchen. Die Vorhalle wurde um die Hälfte gekürzt.
Auch das Innere der Kirche sollte erneuert werden. Hierzu verwarf der mit der Aufgabe betraute August Essenwein, Direktor des Germanischen Museums in Nürnberg, die klassizistische Ausmalung vom Ende des 18. Jahrhunderts und versuchte ganz im Geist des Historismus mit der Ausschmückung von Gewölben, Wänden und Böden die authentische Bildsprache des Mittelalters zu treffen.

„Wer daher jetzt wieder eine mittelalterliche Kirche ausstatten oder ein Kunstwerk im Sinne des Mittelalters schmücken will, muss aus jenem grossen Kreise heraus einen kleinen zu einem geistlichen Gedichte abrunden. Es ist nur zu bemerken, dass […] auf die Zeit, in der die Kirche entstand, Rücksicht zu nehmen ist und der Bilderzyklus im Geiste eben jener Zeit zu componieren ist.“

Essenwein war sich dessen bewusst, dass sein Projekt auch aus materiellen Gründen nur Schritt für Schritt realisiert werden würde. Er entwarf deshalb im Rahmen seines einheitlichen Gesamtkonzepts für jeden Teil der Kirche einzelne Bilderzyklen, die für sich allein stehen konnten. Dabei sollte die Arbeit von Osten nach Westen voranschreiten, vom Wesentlichen zum minder Wesentlichen, und der Boden zum Schluss gestaltet werden.
Die drei Haupträume der Basilika, Vorhalle, Langhaus und Trikonchos sollten von West nach Ost die gesamte Heilsgeschichte in aller Detailtreue und Ausführlichkeit zeigen. Traditionell sollte dabei die Vorhalle mit ihren (noch) zwei Kreuzgewölben das Paradies repräsentieren. Geplant waren acht Motive von der Schöpfungsgeschichte bis zum Sündenfall und der Vertreibung aus dem Garten Eden. Beim Eintritt durch das Kirchenportal symbolisierte ein Lamm die Erlösung.

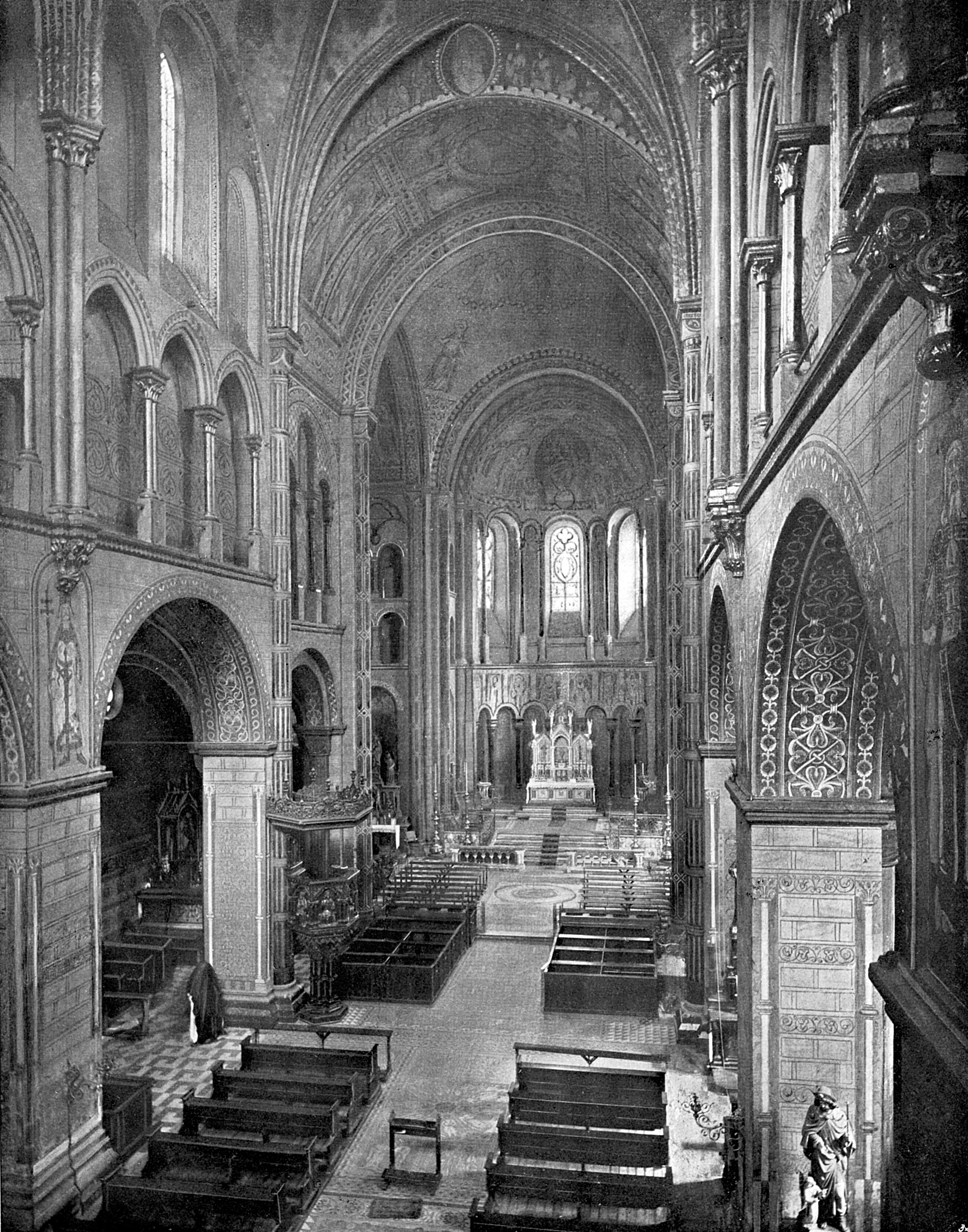
Groß St. Martin in der Ausstattung von August Essenwein. Blick durch das Hauptschiff in die Ostapsis

Im Langhaus wurden das menschliche Leben und die Welt sowie die Beziehung des Menschen zu Gott und den Heiligen in all ihren Facetten dargestellt, chronologisch gesehen außerdem der Alte Bund, also die Zeitspanne zwischen Sündenfall und christlicher Erlösung. Das erste Gewölbe enthielt Allegorien für den Wechsel der Zeiten, das zweite widmete sich dem irdischen Raum und seinen Geschöpfen: Elemente, Wetter, Pflanzen und Tiere. Im dritten Joch präsentierte sich der außerirdische, unendliche Raum dem Betrachter: Sonne, weitere Gestirne und Himmelsgewölbe, dazu Tierkreiszeichen und Mondphasen. Die Pfeiler schmückten aber auch Bilder derjenigen weltlichen Herrscher, die sich um die Verbreitung des christlichen Glaubens verdient gemacht hatten, Konstantin der Große, Karl der Große, Gottfried von Bouillon und Balduin von Flandern. Entlang der Seitenschiffe schlossen sich Motive aus dem Leben der in dieser Kirche besonders verehrten Heiligen an.
Das Zwischenjoch sollte in seiner Ausschmückung eine Vermittlerrolle zwischen den Darstellungen des Langhauses und denen des Altarraums einnehmen: Aus dem Gewölbe sollte sich bildlich die göttliche Gnade auf die Menschen ergießen, der Fußboden stellte die im Mittelalter bekannten drei Erdteile dar.
Im Altarraum schloss sich der Bilderzyklus in der Vierung und den Apsiden mit der Darstellung der ganzen göttlichen Herrlichkeit mit Dreifaltigkeit, Engelschören und dem himmlischen Jerusalem aus der Johannesoffenbarung.
Umgesetzt wurde der große Ausschmückungsplan in modifizierter und vereinfachter Form seit 1868 durch den Kölner Maler Alexius Kleinertz. Die Pläne für die Vorhalle wurden nicht realisiert. Der erhöhte Altarraum wurde wieder auf das ursprüngliche Niveau gebracht, eine neue Orgel und neues Mobiliar wurden angeschafft. 1885 waren die Arbeiten abgeschlossen.
Die letzten größeren Arbeiten des 19. Jahrhunderts betrafen die Häuserzeilen rund um die Ostseite der Basilika, die 1892 abgerissen wurden, um einen freien Blick auf den Kleeblattchor zu schaffen, sowie das Turmdach, das 1894 eine neue Helmspitze erhielt.

### Zerstörung durch Luftangriffe im Zweiten Weltkrieg

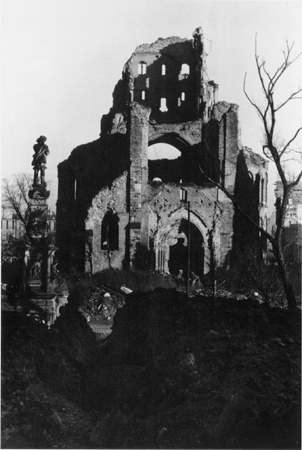
Blick vom Alter Markt auf die Westseite, Foto von Hermann Claasen, 1946

Bis auf einige Sicherungsarbeiten in den Jahren 1909 bis 1913, an die heute eine Gedenktafel am nördlichen Seitenschiff erinnert, blieb Groß St. Martin im Wesentlichen bis zum Zweiten Weltkrieg im beschriebenen Restaurierungszustand des 19. Jahrhunderts erhalten.
Fünf der zahlreichen Luftangriffe auf Köln zwischen 1940 und 1945 beschädigten Groß St. Martin erheblich.
Bei der britischen Operation Millennium, dem ersten Tausend-Bomber-Angriff der Kriegsgeschichte in der Nacht vom 30. auf den 31. Mai 1942, verbrannten Turm- und Langhausdach vollständig. Zudem wurde der Sakristeibau an der Nordapsis zerstört, der viele alte Ausstattungsgegenstände beherbergte. Anfang 1943 erhielt die beschädigte Basilika ein Notdach und die Sakristei wurde wieder aufgebaut.
Beim sogenannten Peter-und-Paul-Angriff am 29. Juni 1943, einem der schwersten Flächenangriffe, der in Köln 4377 Todesopfer forderte, sowie einer Bombardierung im Oktober 1943 fielen die Schäden an Groß St. Martin vergleichsweise gering aus. Nur die Benediktuskapelle an der nördlichen Konche sowie Glasfenster und Tür wurden zerstört.
Infolge des Luftangriffs am 6. Januar 1945 stürzten die Zwerggalerien aller drei Apsiden fast vollständig ein. Die Mauern des Vierungsturms wurden durch einen Volltreffer stark beschädigt, von den vier Flankierungstürmchen blieb nur das nordöstliche unversehrt. Langhaus- und Chorgewölbe waren bis dahin weitestgehend erhalten geblieben.
Der letzte große Luftangriff am 2. März 1945 richtete die verheerendsten Schäden an. Beim Einmarsch der amerikanischen Truppen im linksrheinischen Köln vier Tage später standen nur noch der untere Teil des Trikonchos sowie die Seitenwände des Langhauses; der Stumpf des Vierungsturms mit den Stummeln der Flankierungstürme ragte aus der zu 95 Prozent zerstörten Altstadt hervor. Fast alle Gewölbe waren durchlöchert oder eingestürzt.
Obwohl das neben dem Dom markanteste Wahrzeichen der Kölner Stadtsilhouette einen insgesamt desolaten Anblick bot, ergab eine genauere Analyse der Bauschäden ein besseres Bild als erwartet. So ordnete der Kunsthistoriker Franz Wolff-Metternich die Basilika 1947 der Gruppe der nur „mittelschwer beschädigten Kirchen“ Kölns zu. Eine Baubesichtigung durch Sachverständige im Jahr 1946 habe ergeben, dass eine Wiederherstellung weniger ein künstlerisches als vielmehr ein technisches Problem darstelle.

### Wiederaufbau und Restaurierung

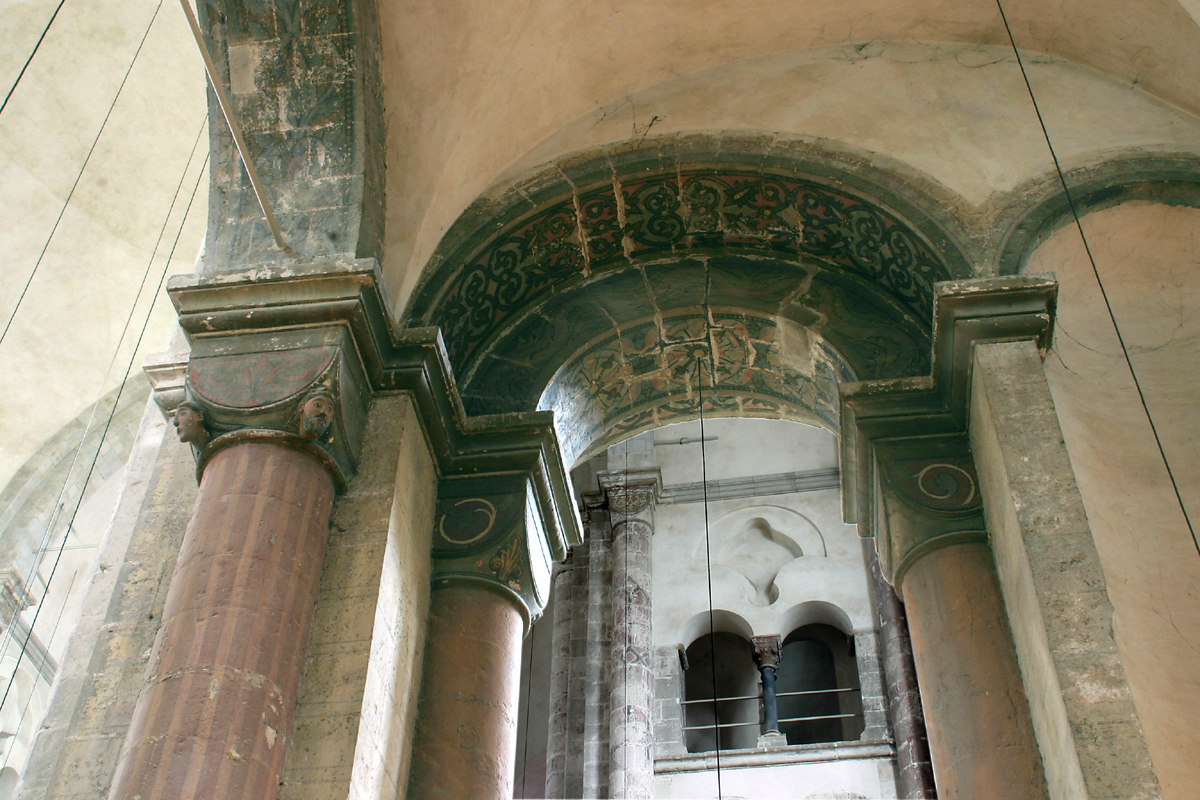
Erhaltene Reste der historistischen Ausmalung des 19. Jahrhunderts an einem südöstlichen Seitenschiffbogen

Ob und wie man Groß St. Martin wieder aufbauen sollte, wurde bereits in den ersten Nachkriegsjahren kontrovers diskutiert. Sollte die Ruine als Mahnmal unverändert stehen bleiben, etwas ganz Neues geschaffen oder der alte Zustand wiederhergestellt werden? Und welcher Zustand war der erhaltenswerte, der „originale“? Letztere Frage bezog sich besonders auch auf die Gestaltung des Innenraumes der Basilika. Die historistischen Ausschmückungen von August Essenwein aus dem 19. Jahrhundert, von denen einiges erhalten war, galten manchen als stilistischer und handwerklicher Missgriff.

Eine Vortragsreihe im Winter 1946/1947 mit dem Thema „Was wird aus den Kölner Kirchen?“, an der namhafte Politiker, Künstler, Denkmalpfleger und Architekten teilnahmen, spiegelt die Debatte wider. Zu Argumenten, ein getreuer Nachbau des Zustandes von vor 1939 münde in ein billiges Colonia Aggrippinensis Attrapolis, eine „Scheinwelt“ voller „ärgerlicher Kopien“ (Carl Oskar Jatho), kamen erhebliche Bedenken, insbesondere den Turm von Groß St. Martin wiederaufzubauen. Häufig wird dazu Otto H. Förster, der damalige Leiter des Wallraf-Richartz-Museums, zitiert: 

„Wir wollen in St. Martin die Gewölbe wieder schließen, aber uns versagen, den Turm allzu eilfertig wieder hinzuzaubern. Es ist viel besser, wenn er einige Zeit als Stumpf stehenbleibt und noch andere nach uns daran erinnert, was wir hatten und warum es uns genommen worden ist – bis, vielleicht in hundert Jahren, der Tag kommt, wo uns ein großer Meister den Turm plant, der so schön oder schöner ist, als der gewesene.“

Die Skeptiker eines Wiederaufbaus setzten sich jedoch nicht durch. Unter der Leitung des Architekten Hubert Molis und des Statikers Wilhelm Schorn begannen 1948 erste Wiederaufbau- und Sicherungsarbeiten. Bis 1954 erhielten die Konchen ihre Zwerggalerien, provisorisch mit Ziegeln gemauert, zurück.

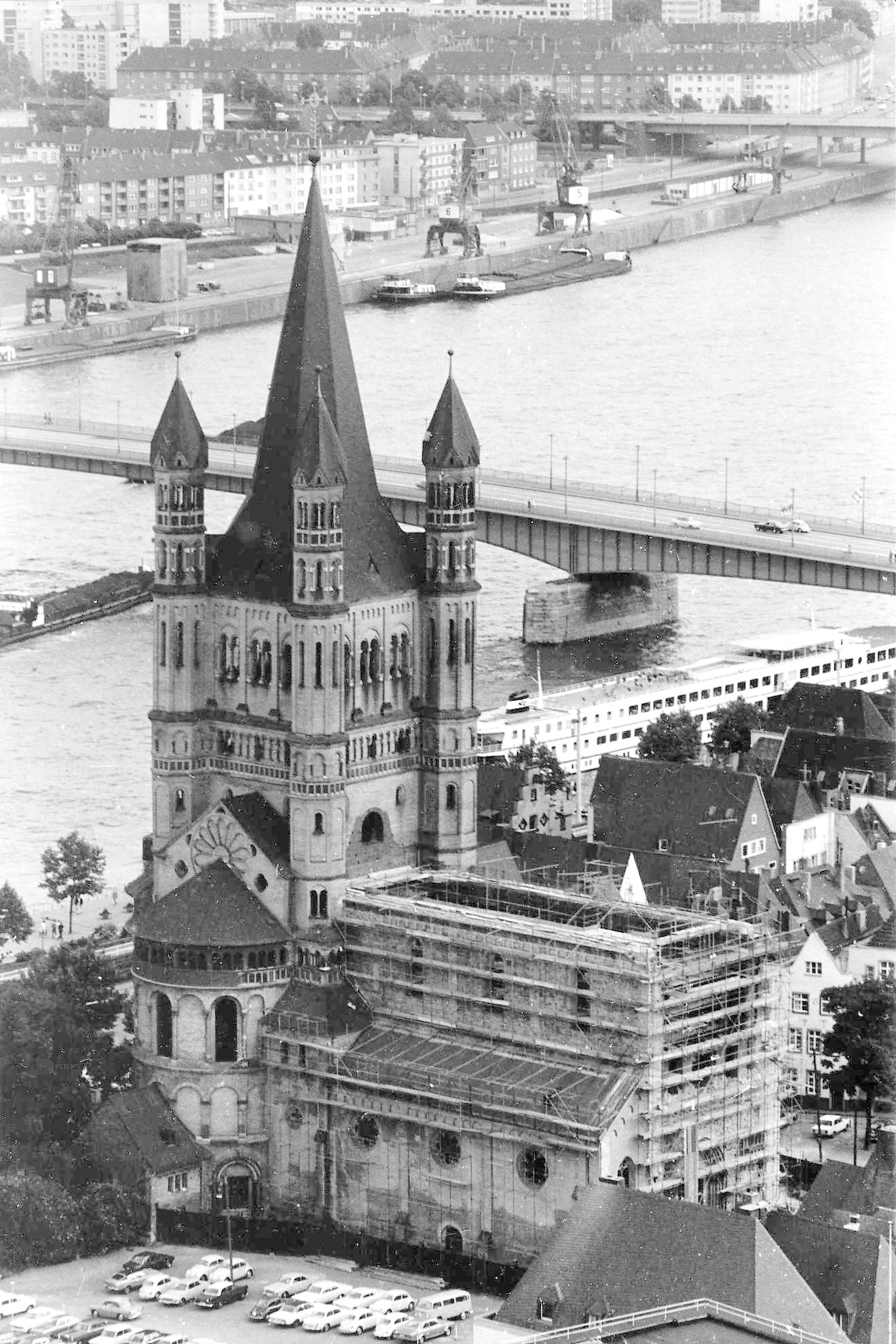
Groß St. Martin während des Wiederaufbaus des Langhauses 1971

Ab 1955 wurde mit dem Wiederaufbau des Langhauses begonnen, das bis 1971 wieder mit Westwand und Dach versehen wurde.
Seit 1961 zeichnete der Kölner Architekt Joachim Schürmann für die weitere Erneuerung von Bau und Ausstattung verantwortlich. Sein Konzept gilt als maßgeblich für den heutigen Zustand der Kirche. Er begann mit der Sicherung der Konchen und baute diese als Ziegelarkaden ähnlich wie bei St. Aposteln wieder auf. Ab 1962 wurde der Turmhelm wieder auf das Turmquadrat gebaut und ab 1963 hatte der Vierungsturm seine alte Gestalt zurück. 1978 waren alle Arbeiten am Außenbau mit Ausnahme der Westvorhalle abgeschlossen.
Dem sich über 40 Jahre hinstreckenden Wiederaufbau verdankt Groß St. Martin vermutlich den Erhalt der Innenbemalung des 19. Jahrhunderts. Stand dieser zur Mitte des 20. Jahrhunderts unter Denkmalpflegern und Kunsthistorikern noch in der Kritik, vollzog sich in den 1970er und 1980er Jahren ein Wandel in der Wertschätzung der historistischen Epoche. Künstler und Restauratoren des 19. Jahrhunderts hatten schließlich auf die noch vorhandenen Relikte des Mittelalters zurückgegriffen und den Raum zu einem neuen Bild dessen geformt, was sie als „ganz im mittelalterlichen Geiste“ verstanden. Heute ist Groß St. Martin die einzige der romanischen Kirchen in Köln mit erhaltenen Ausmalungsfragmenten des 19. Jahrhunderts. Zu einer erneuten Vervollständigung der Bemalung des Innenraums konnte und wollte man sich hingegen nicht entschließen.
Nachdem zwischen 1982 und 1984 auch die neuen Fußböden verlegt worden waren, in denen Teile der Essenweinschen Bodenmosaike erhalten blieben, und im Anschluss die Innenausstattung restauriert worden war, öffnete sich Groß St. Martin am 13. Januar 1985 nach 40 Jahren erstmals wieder für die Öffentlichkeit. Die Altarweihe am 22. Juni nahm der Kölner Erzbischof Joseph Kardinal Höffner vor. Bei diesem Anlass hinterlegte er Reliquien der Heiligen Birgitta von Schweden, Sebastianus und Engelbert von Köln im Reliquiensepulcrum des Altars.

## Heutige Nutzung, religiöses Leben und Brauchtum
Als ein Grund für die sehr lange Restaurierungszeit wird genannt, dass es nach dem Zweiten Weltkrieg keine Pfarrgemeinde für St. Martin mehr gab. Sie wurde nach dem Zweiten Weltkrieg aufgelöst und die verbliebenen Mitglieder wurden der Pfarrgemeinde des Kölner Doms zugewiesen. So fehlte die bei anderen Kölner Kirchen vorhandene treibende Kraft, den Gottesdienstraum möglichst schnell wiederherzustellen, und der Fokus lag zunächst vor allem auf der Erneuerung des Turmes als Schwerpunkt im Stadtbild.
Von der Wiedererrichtung bis Ende 2007/Anfang 2008 wurde Groß St. Martin von katholischen Kategorialgemeinden für Gottesdienste auf Spanisch, Portugiesisch und Filipino genutzt.

### Gemeinschaften von Jerusalem (Fraternité de Jérusalem)

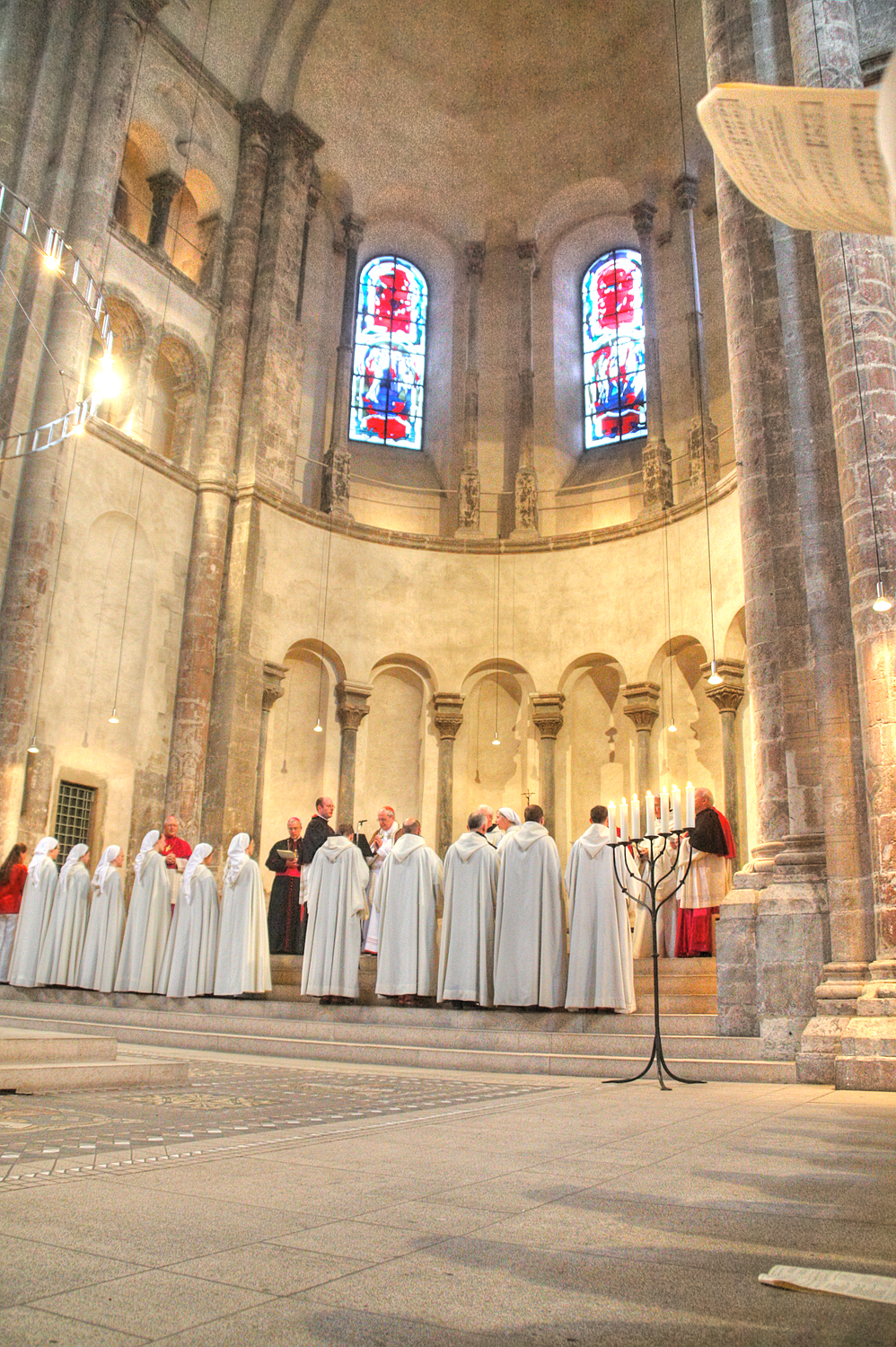
Eröffnungsvesper anlässlich der Gründung der Monastischen Gemeinschaften von Jerusalem in Groß St. Martin, Segnung der 12 Nonnen und Mönche.

Eine Änderung trat am 19. April 2009 ein, als Groß St. Martin nach über 200 Jahren erneut Klosterkirche wurde. Die Kirche wurde vom Kölner Erzbischof Joachim Kardinal Meisner der aus Paris stammenden Fraternité de Jérusalem übergeben. Diese gründete eine neue Niederlassung ihres Ordens mit zunächst zwölf Ordensbrüdern und -schwestern. Die Basilika ist seitdem dienstags bis sonntags von den Laudes am Morgen bis zur Vesper und zum Gottesdienst am Abend zugänglich.
Der Förderverein Romanische Kirchen Köln e. V. führt von Zeit zu Zeit Führungen in Groß St. Martin durch.

## Baubeschreibung
Groß St. Martin ist eine dreischiffige Pfeilerbasilika mit dreieinhalb Jochen, deren quadratischer Chor von drei großen halbrunden Apsiden eingefasst ist, die zusammen eine Kleeblattform bilden (Trikonchos). In Ost-West-Richtung ist sie inklusive Konchen innen 50,20 m und außen 55,50 m lang, das Mittelschiff ist ca. 10 m, das Querschiff in den Konchen von Innenscheitel zu Innenscheitel 28,50 m breit. Die Vierung hat eine Seitenlänge von 11,90 m, bei einer Scheitelhöhe von 25,50 m. Die Firsthöhe beträgt 29,30 m, die Traufhöhe 21,10 m. Über dem quadratischen Chor ragt ein (ohne Bekrönung) 75,20 m hoher Turm empor, der von vier achteckigen Türmchen flankiert wird.

### Außenbau
Im Außenbau zeigt sich deutlich ein Gestaltungsprinzip der staufischen Romanik: Die Komplexität der Formen und Strukturen steigert sich jeweils horizontal von Westen nach Osten und vertikal vom Sockel bis zum obersten Turmgeschoss.

#### Trikonchos und Vierungsturm

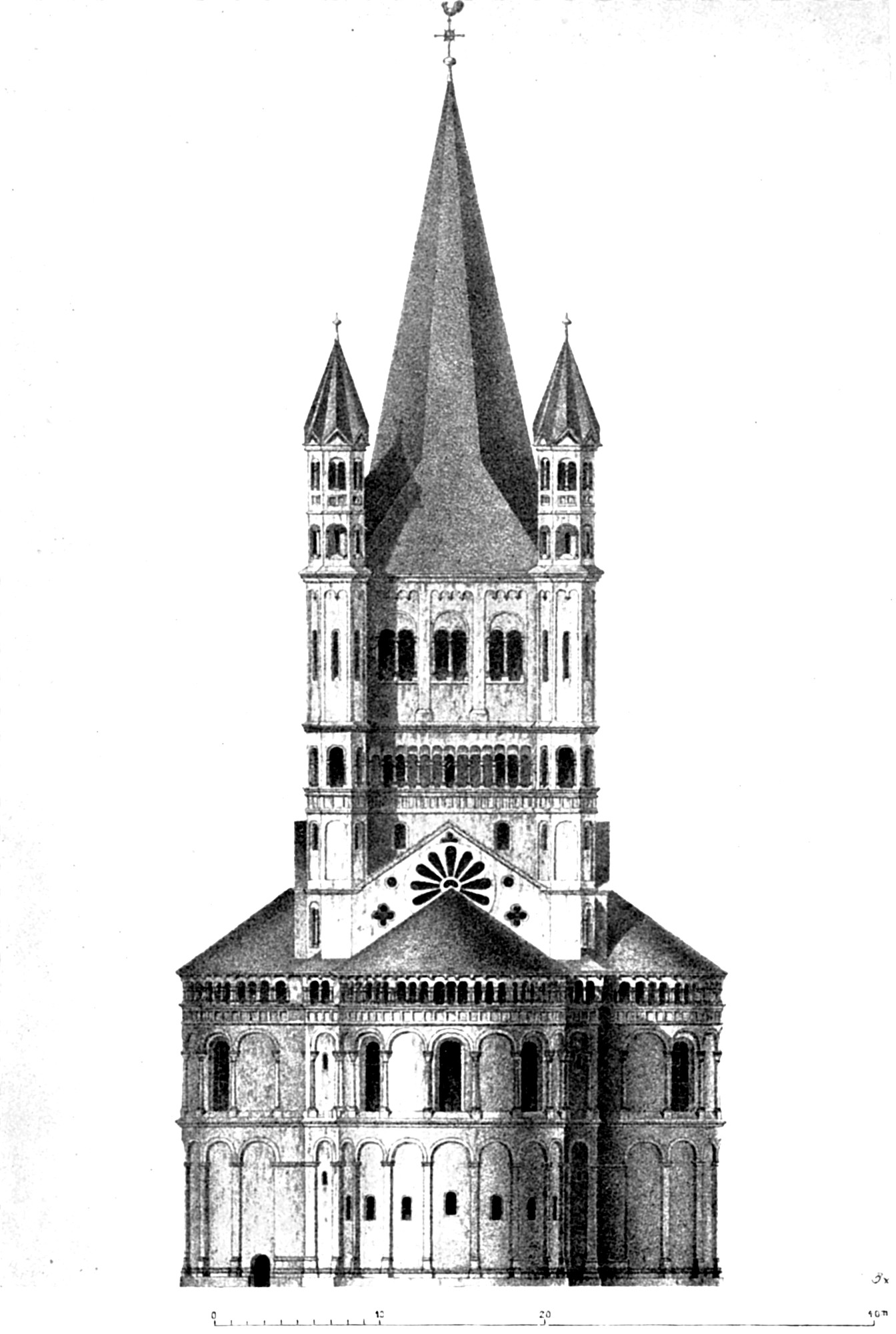
Idealzeichnung von Sulpiz Boisserée aus dem 19. Jahrhundert. Der Aufbau entspricht überwiegend dem heutigen Aussehen.

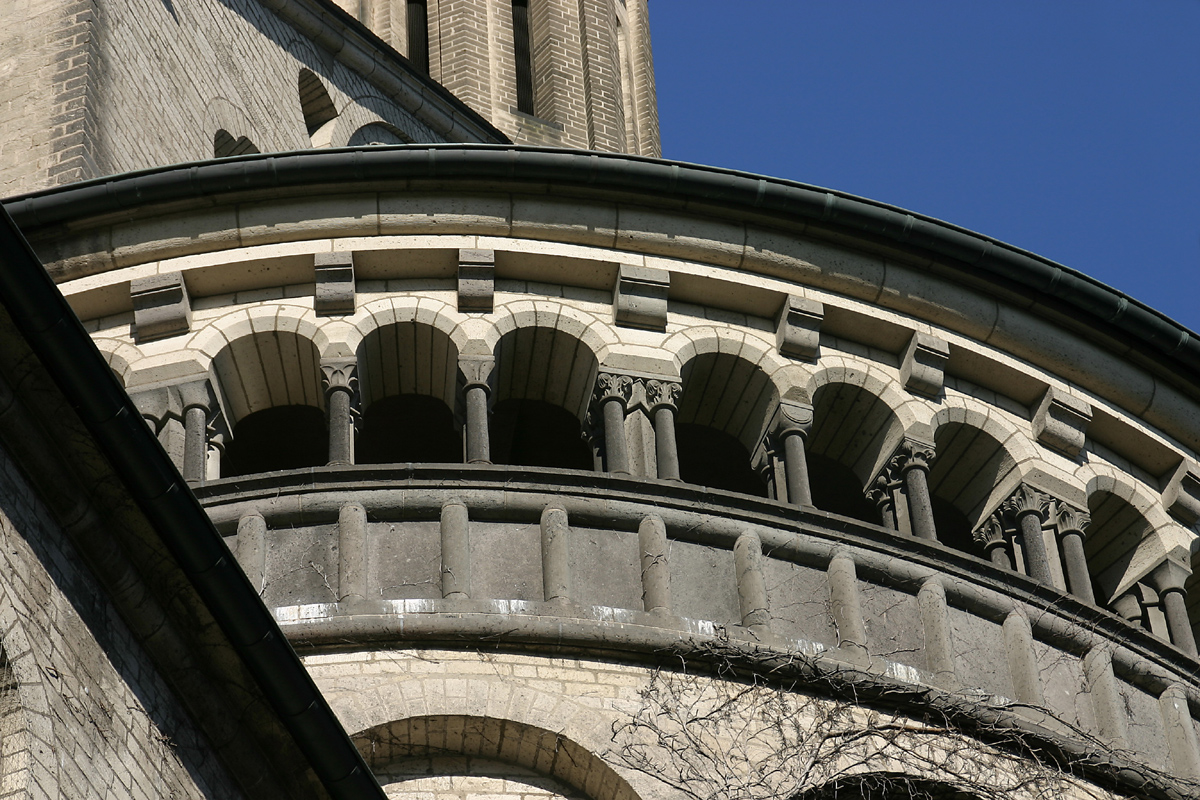
Detail von Zwerggalerie und Plattenfries an der Südkonche

Im Osten, von Rhein und Fischmarkt aus gesehen, wirkt der Turm zusammen mit dem Trikonchos als bauliche Einheit. Nach Süden, Osten und Norden sind – von den flach heraustretenden Giebeln des Querhauses unterbrochen – die Konchen mit ihren halbkegelförmigen Dächern angesetzt.
Runde Formen dominieren in den unteren beiden Geschossen. Konchen und Turm umzieht ein Kranz von flach strukturierten, auf Lisenen gestützten Rundbogenfriesen. An die nördliche Konche schließt sich dazu noch ein niedriger Sakristeibau an. Außerdem öffnet sich diese Konche nach Nordosten mit einem Portal. Das erste Obergeschoss ähnelt dem unteren, die Rundbögen sind jedoch stärker ausgeprägt. Statt der flachen Lisenen sind die Bögen an den Konchen durch runde Dreiviertelsäulen gestützt, und pro Halbrund öffnen sich drei der Rundbögen als Fenster.
Der Übergang von den beiden Geschossen zum Dach wird von einem Plattenfries und darüber einer offenen Zwerggalerie mit kleinen Rundbögen gebildet, die sich optisch als horizontales Band um die Einheit aus Turm und Konchen legen. Die nach oben zunehmende Tiefe der Struktur, von flachen Lisenen über Fensterbögen bis zur völligen Öffnung als Galerie, findet hier ihren Abschluss.
Über den Konchendächern werden die Rundungen von flachen Bauformen abgelöst. Die spitzen Giebel des Quer- und Langhauses sind an ihrer Stirnseite mit einer Rosette strukturiert; rechts und links davon öffnet sich je ein kleines, vierpassförmiges Fenster.
Seitlich der Giebelfüße treten nun die achteckigen Flankierungstürme hervor. Ihr erstes Geschoss reicht bis zur Traufe der Lang- und Querhausgiebel. Auf dieser Höhe hebt sich der mächtige Vierungsturm aus dem Gesamtbau heraus und tritt fast als eigener Baukörper in Erscheinung. Die bis zu dieser Höhe aufgetretenen Formen, Bogenfriese mit Lisenen, Rundbögenfenster mit Säulen sowie säulengestützte, offene Galerien, finden sich im weiteren Baukörper immer wieder.
Direkt über den Giebelspitzen umgreift ein Plattenfries und eine der Zwerggalerie ähnliche Rundbogenblende alle fünf Turmelemente, so dass sie optisch wie durch ein Band zusammengefasst wirken. Dabei sind die Rundbögen im Hauptturm schlanker angelegt als in den Achteckflächen der Flankierungstürme. Das oberhalb befindliche Gesims umläuft ebenso alle fünf Turmkörper und bildet gleichzeitig den Übergang zu den beiden letzten Geschossen des Vierungsturms, der ab hier mit seiner Fassade etwas zurücktritt.
Diese Fassade variiert ebenfalls Bauelemente der Untergeschosse. Die hohen, rechteckigen Flächen werden durch Lisenen mit je vier bzw. fünf Rundbögen am oberen Rand strukturiert, öffnen sich jedoch zusätzlich durch je ein großes, doppeltes Arkadenfenster nach innen. Auch auf den Flächen der Ecktürmchen ist die Fortführung dieser Elemente in vereinfachter Form zu erkennen.
Wo die Fassade durch ein Gesims endet und der Turm in sein hohes Knickdach übergeht, ragen die Flankierungstürmchen noch mit zwei kleinen Geschossen frei in die Höhe und schließen mit einem gefalteten Pyramidendach ab. Die vorherigen Motive Plattenfries, Blendbögen und Galerie finden sich auch in diesen beiden Geschossen in verkleinerter Form wieder.

#### Langhaus

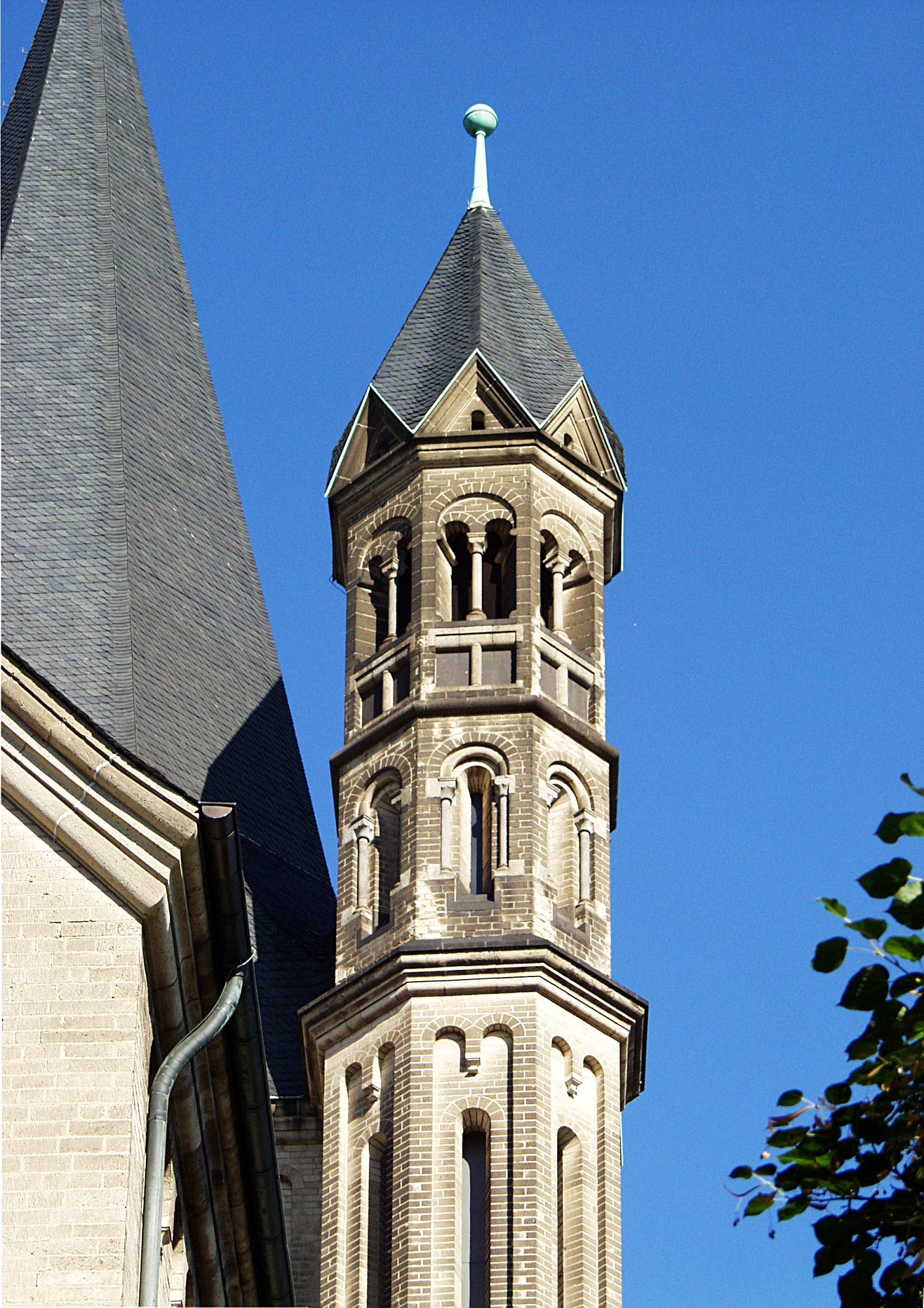
Südwestliches Türmchen

Das vergleichsweise kurze Langhaus erstreckt sich mit zwei schmalen Seitenschiffen vom Chor in Richtung Westen.
Die Aufteilung in dreieinhalb Joche spiegelt sich an der Nordseite außen in den Wänden von Seitenschiff und Obergaden: Jeweils vier hohe, schmale Flächen sind mit Lisenen und Bogenblenden strukturiert. Drei der Seitenschiffwände sind mit großen Rundfenstern versehen, die darüber liegenden Flächen des Obergadens öffnen sich hingegen mit schmalen, hohen Rundbogenfenstern.
Die Südfassade des Langhauses ist bis auf die kreisrunden Fenster schmucklos, da hier die Pfarrkirche St. Brigiden Wand an Wand mit Groß St. Martin stand. Die ehemalige bauliche Einheit mit der älteren Pfarrkirche zeigt sich am deutlichsten in einem zweifachen Rücksprung und einer leichten Schrägung der Seitenschiffwand, die durch den Turm von St. Brigiden verursacht wurde. Darüber hinaus sind die Fundamentumrisse von St. Brigiden im Kopfsteinpflaster vor und neben Groß St. Martin angedeutet.
Auch heute ist der Blick auf die Südseite des Langhauses überwiegend verbaut: Hier liegt das Internationale Zentrum Groß St. Martin, dessen Pforte nur Durchlass in einen kleinen Innenhof und den südlichen Seiteneingang der Basilika gewährt.
Die Stirnseite des Langhauses ist leicht asymmetrisch gestaltet. Am nördlichen Seitenschiff streben die bereits bekannten hohen Rundbogenblenden entlang der Ortgänge, an der Dachschräge der Seitenschiffgiebel entlang, in die Höhe. Die Südfassade ist schlicht und ohne Schmuck.

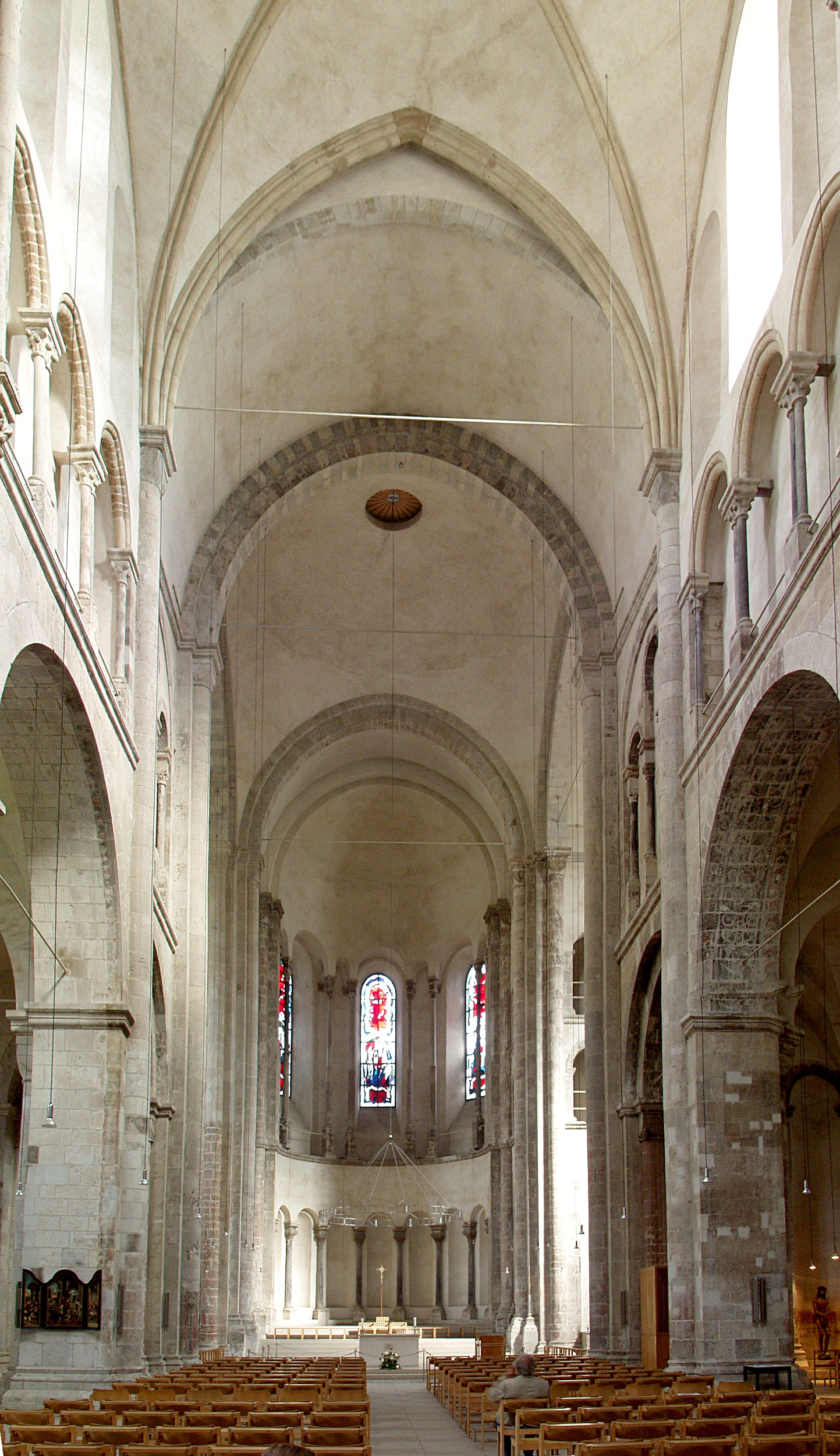
Blick durch das Mittelschiff in Richtung Altar/Ostkonche

Während sich im nördlichen Seitenschiff ein hohes, schmales Maßwerkfenster mit spätgotischem Spitzbogen öffnet, gibt es im Süden nur zwei kleine Rundbogenfenster. Einen Großteil der ebenfalls durch Rundbogenfriese strukturierten Fassade des Mittelschiffs im Obergeschoss nimmt eine Gruppe von drei hohen, schlanken Rundbogenfenstern ein.
Durch ein reich ornamentiertes Portal öffnet sich der Eingang zum Mittelschiff. Ein gotischer Spitzbogen stützt sich auf je vier Säulen, von denen die äußere rechte leicht asymmetrisch mit einem größeren Abstand zum Portal steht. Drei der Säulen setzen sich nach oben im Spitzbogen als Archivolte fort. Zwei von ihnen sind in äußerst filigraner Steinmetzarbeit gearbeitet, dazu kommt auf einem Säulenpaar je eine kleine Löwenfigur. Die Asymmetrie des Westbaus geht auf die ehemalige Vorhalle an dieser Stelle zurück, die bei der Rekonstruktion nach dem Zweiten Weltkrieg nicht wieder aufgebaut worden ist, deren Fundamente jedoch im Boden angedeutet sind.

### Innenraum
Beim Innenraum der Basilika sind zwar unterschiedliche Bauphasen zu unterscheiden – so weisen Teile des Langhauses gegenüber dem romanischen Vierungsturm deutlich gotische Einflüsse auf – insgesamt gehen die Bestandteile jedoch ohne Brüche harmonisch ineinander über.

#### Langhaus

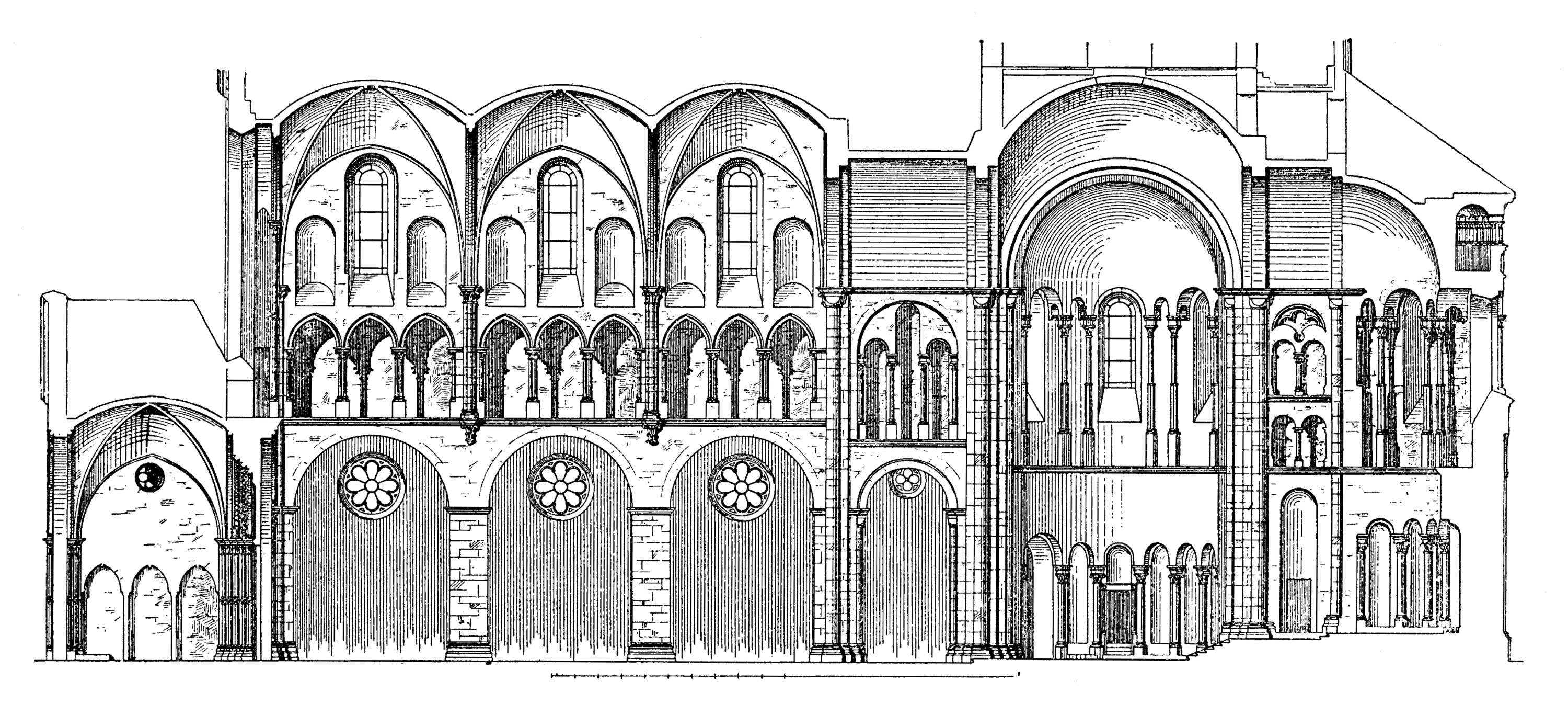
Längsschnitt der Basilika aus dem 19. Jahrhundert; die westliche Vorhalle (links) wurde nach der Zerstörung nicht wieder aufgebaut.

Das Mittelschiff stützt sich im Westen zunächst auf drei breite romanische Pfeilerarkaden, die es zu den Seitenschiffen hin öffnen. Ein die drei Mittelschiffwände oberhalb umlaufendes Gesims bildet die Basis für das Triforium im Obergeschoss: Hier bilden drei rundsäulengestützte gotische Bogenarkaden pro Rundbogen im Untergeschoss den Übergang zum Obergaden. Dahinter öffnet sich ein schmaler Laufgang.
Die insgesamt sechs Flächen des Obergadens, also des über dem Seitenschiff liegenden Langhaus-Obergeschosses, öffnen sich mit je einem großen Rundbogenfenster.
An der Westwand wird die dreifache Unterteilung fortgesetzt. Im Untergeschoss öffnet sich das Portal in einer Gruppe von Rundbögen, deren äußere hohe, schmale Muldennischen bilden. Beinahe die gesamte Fläche oberhalb des Portals und des genannten Gesimses wird von einer großen Rundbogenfenstergruppe gebildet.
Die drei hohen, quadratischen Joche des Langhauses stützen sich auf Rundsäulen, die sich vom Gesims bis zur Jochspitze als dünne Wulste entlang der Spitzbogenform des Gewölbes fortsetzen.

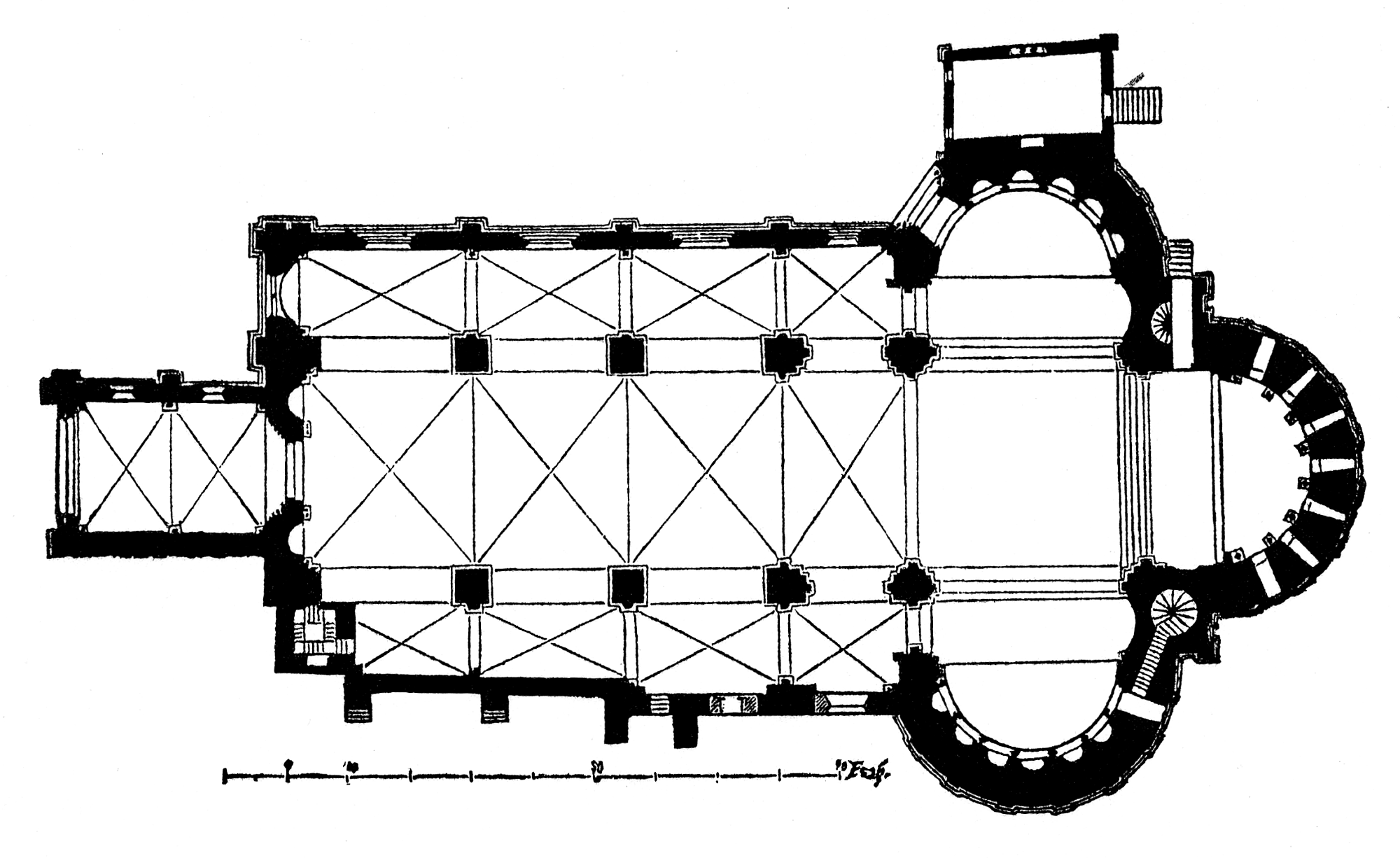
Grundriss, um 1872, noch zu sehen sind die westliche Vorhalle und einige Mauerreste der Kirche St. Brigiden an der Südseite. Die großen runden Fenster in der Südwand fehlen noch

Einen Übergang zwischen Langhaus und Chor bildet östlich das Zwischenjoch, das sich deutlich von den drei westlichen Jochen unterscheidet. Es ist in seiner Grundform rechteckig, und hier steigen kräftige Gruppen von Rundsäulen direkt vom Boden durchgehend bis ins Gewölbe empor. Das Gesims ähnelt dem der westlichen Joche, liegt aber deutlich niedriger. Im Obergeschoss wird der Übergang zum Gewölbe ebenfalls von einer Bogenarkade gebildet, diese ist aber anders als im Langhaus noch deutlich romanisch; der mittlere der drei Rundbögen erhebt sich über die beiden seitlichen.
Eine Besonderheit des Zwischenjochs ist die südwestliche Säule, die das einzige skulptierte Kapitell der Basilika trägt. Es zeigt die Köpfe eines gekrönten Mannes und einer Frau mit Zöpfen, oftmals interpretiert als eine Darstellung der legendären Gründer Pippin und seiner Gattin Plektrudis.

#### Seitenschiffe
Wie schon am Außenbau ersichtlich, unterscheiden sich nördliches und südliches Seitenschiff, da sich im Süden Wand an Wand die ältere Brigidenkirche anschloss und die Bauform dort beeinflusste. Beide Seitenschiffe öffnen sich mit je drei großen kreisrunden Fenstern nach Nord und Süd; von den zwei Seiteneingängen wird heute nur der südliche genutzt. Im nördlichen Seitenschiff befindet sich eine Treppe mit dem Eingang zur Krypta und den römischen Ausgrabungen.
Den drei quadratischen Westjochen entsprechen nördlich und südlich jeweils längsrechteckige Kreuzgratgewölbe; dem rechteckigen Zwischenjoch dagegen schließt sich je ein quadratisches Seitenschiffgewölbe an. An den Längswänden fällt zunächst nicht sehr ins Auge, dass das südliche Seitenschiff schmaler ist; dagegen wird der Unterschied an der Abschlusswand im Westen besonders deutlich: Während die breitere nördliche Westwand mit einer großzügigen Mulde ähnlich dem Mittelschiff gestaltet ist, ist die südwestliche Seitenschiffwand nur eine schmale Nische. Hier stand der Turm der Brigidenkirche.

#### Chor
Über der quadratischen Grundfläche des Chorraums mit etwa zehn Metern Kantenlänge erheben sich an drei Seiten monumentale Rundbögen, in der Größe sich dem Zwischenjoch annähernd; sie haben fast die Höhe der drei Langhausstockwerke. Sie bilden den Übergang vom Chor zu den ebenso hohen, halbrund gewölbten Konchen.
Das baldachinartige Deckengewölbe und die seitlichen Bögen werden durch hohe, kräftige Säulengruppen gestützt. Ein Gesims zieht sich auf halber Höhe, etwas niedriger als im Zwischenjoch, an den Außenmauern entlang und stützt die darüberliegenden Rundbogenarkaden. Bei diesen wechselt je ein schmaler Bogen mit einem breiteren für die Fensteröffnungen, drei pro Apsis, ab. Zwischen Säulenarkaden und Fenstersims verläuft ebenso wie im Mittelschiff ein schmaler Gang, der in den Zwischenbögen des Chors zu kleinen Treppenhäusern in die Zwerggalerie und in die Räume oberhalb der Seitenschiffe führt.
Der Boden der östlichen Apsis liegt etwa neun Stufen höher als der des restlichen Chors, und aus der nördlichen Apsis öffnen sich nordwestlich das große Nordportal und – über einen schmalen Treppenaufgang – eine vergitterte Tür zur ehemaligen Sakristei, die heute als Schatzkammer dient, allerdings für die Öffentlichkeit gewöhnlich unzugänglich ist. Entlang der Erdgeschosswände aller drei Apsiden verlaufen von Säulen begleitete Muldennischen, in denen im Süden Engelsfiguren aufgestellt sind. Die Nischen in Nord- und Ostkonche sind dagegen leer.

## Ausstattung

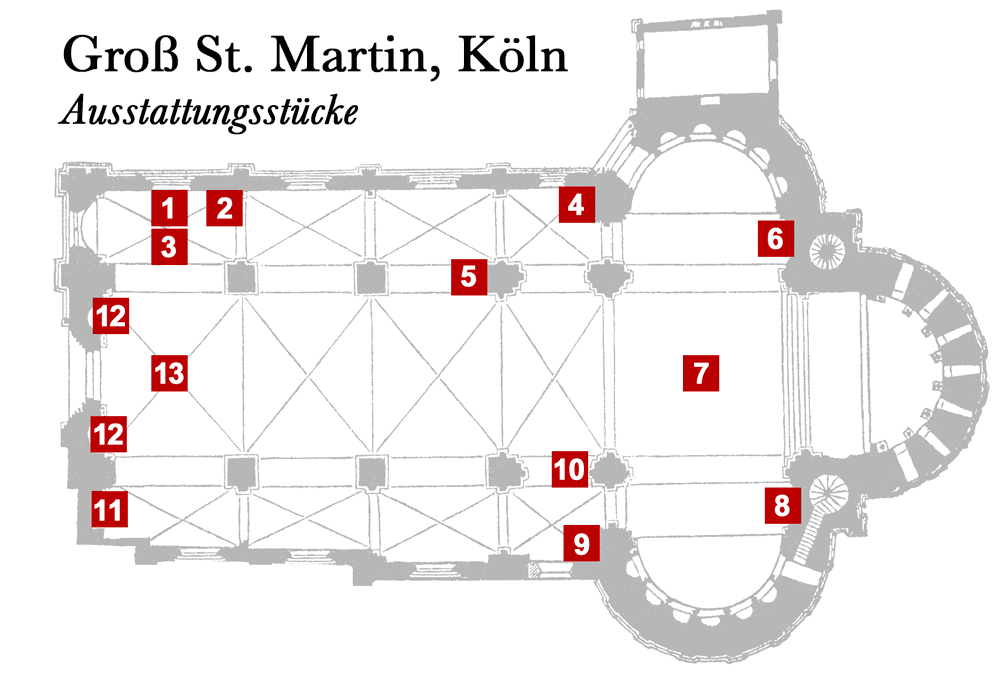
Position der wichtigsten Ausstattungsstücke (Ziffern jeweils am Schluss der Beschreibung im Text)

Von der älteren Ausstattung der Kirche war bereits im 19. Jahrhundert wenig erhalten, und von den bis zur Mitte des 20. Jahrhunderts vorhandenen Altären, Skulpturen und Kunstgegenständen fiel ein Großteil der Kriegszerstörung zum Opfer. Die heutige Innenausstattung setzt sich aus einigen wenigen erhaltenen Objekten aus dem 13. bis 16. Jahrhundert, einer Reihe von zugekauften und gestifteten Stücken aus verschiedenen Epochen sowie einigen modernen, aus den 1980er Jahren stammenden Kunstwerken zusammen. Nachfolgend werden die wichtigsten ausführlicher beschrieben und weitere kurz aufgelistet (Ziffern in Klammern bezeichnen die jeweilige Position in der Grundrisszeichnung).

### Überreste des Heiligkreuzaltars

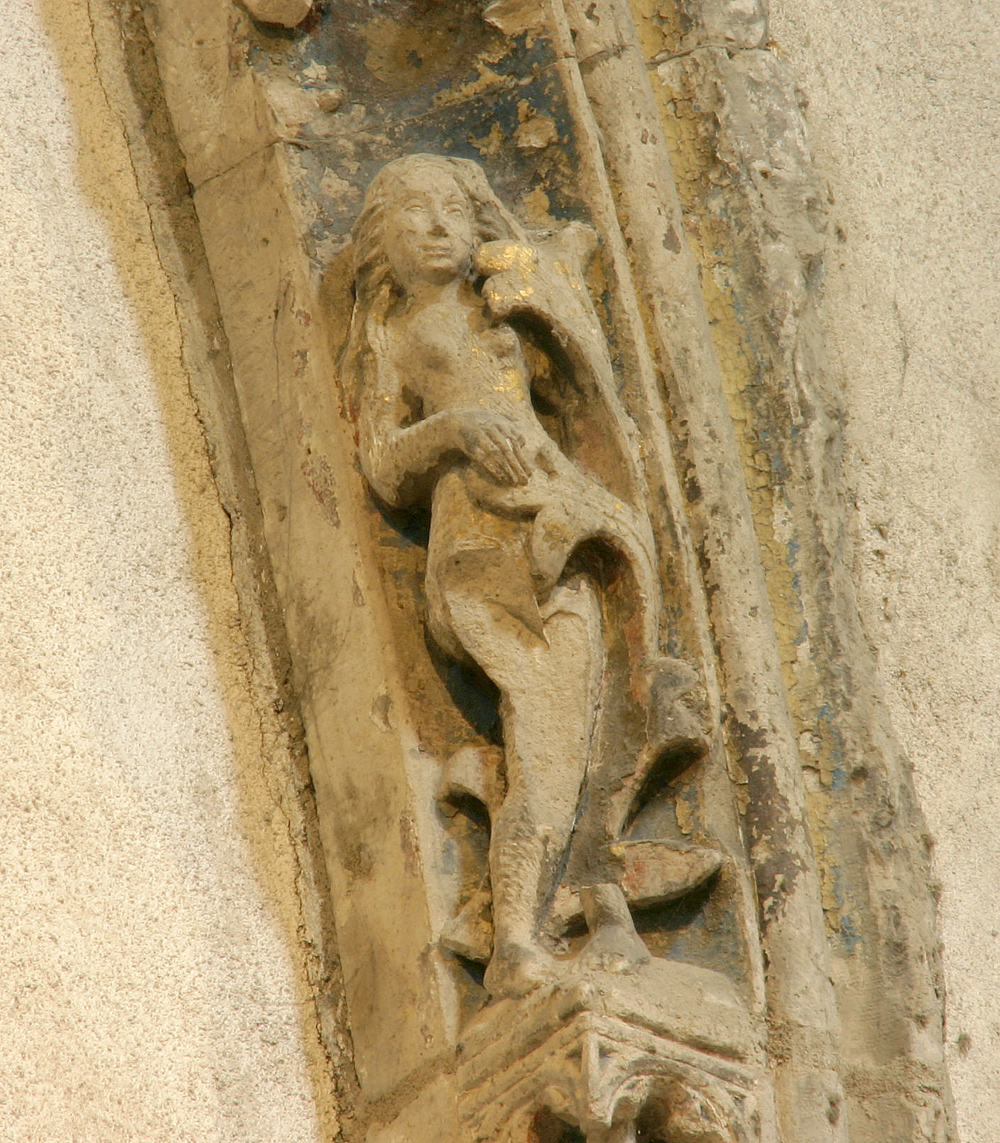
Eva-Figur, Detail des gotischen Sandstein-Blendbogens

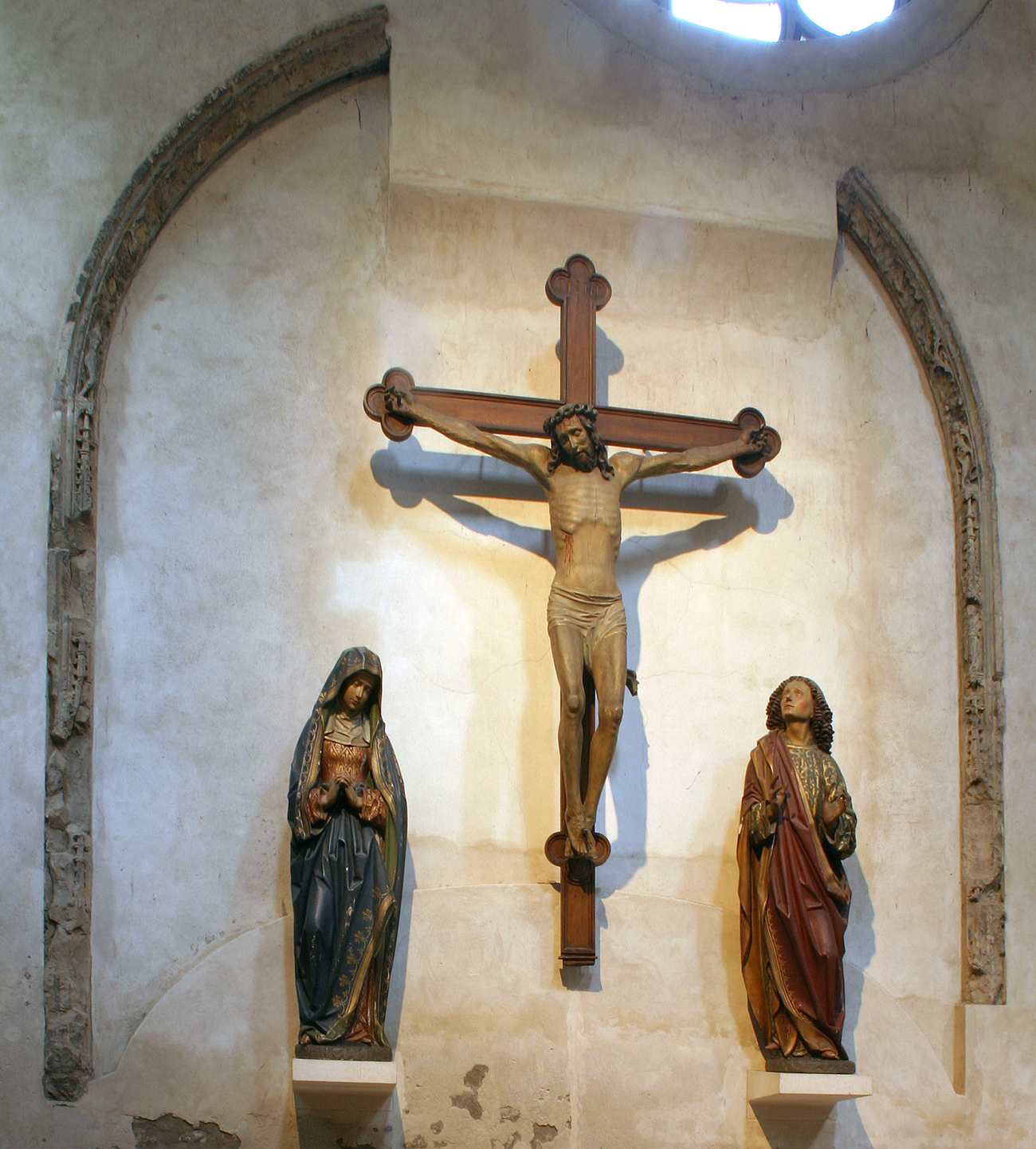
Kreuzigungsgruppe, Gesamtansicht mit Blendbogen

Ein Kreuzaltar, 1509 durch den Kölner Bürgermeister Johann von Aich gestiftet, hat mehrfach seinen Aufstellungsort gewechselt. In den Entwurfszeichnungen Essenweins aus dem 19. Jahrhundert steht er noch an der Nordwand, allerdings ohne den steinernen Rankbogen, der vermutlich hinter Putz gelegt worden war. Zu Beginn des 20. Jahrhunderts hingegen wird er an der mittleren Nordsäule des Langhauses beschrieben. In beiden Fällen ist die Kreuzigungsgruppe oberhalb des Altares angebracht, eine Grablegungsgruppe hingegen als Unterbau des Altartisches.
Heute steht das Ensemble der Kreuzigungsgruppe wieder am vermuteten Originalstandort im Westen der nördlichen Seitenwand, wo man nach den Kriegszerstörungen den Steinbogen erst im Zuge der Restaurierungsarbeiten wiederentdeckt hatte; die Grablegungsgruppe wurde in einer ebenfalls in dieser Zeit wieder offengelegten Nische wenige Meter rechts daneben untergebracht. (1)

#### Kreuzigungsgruppe

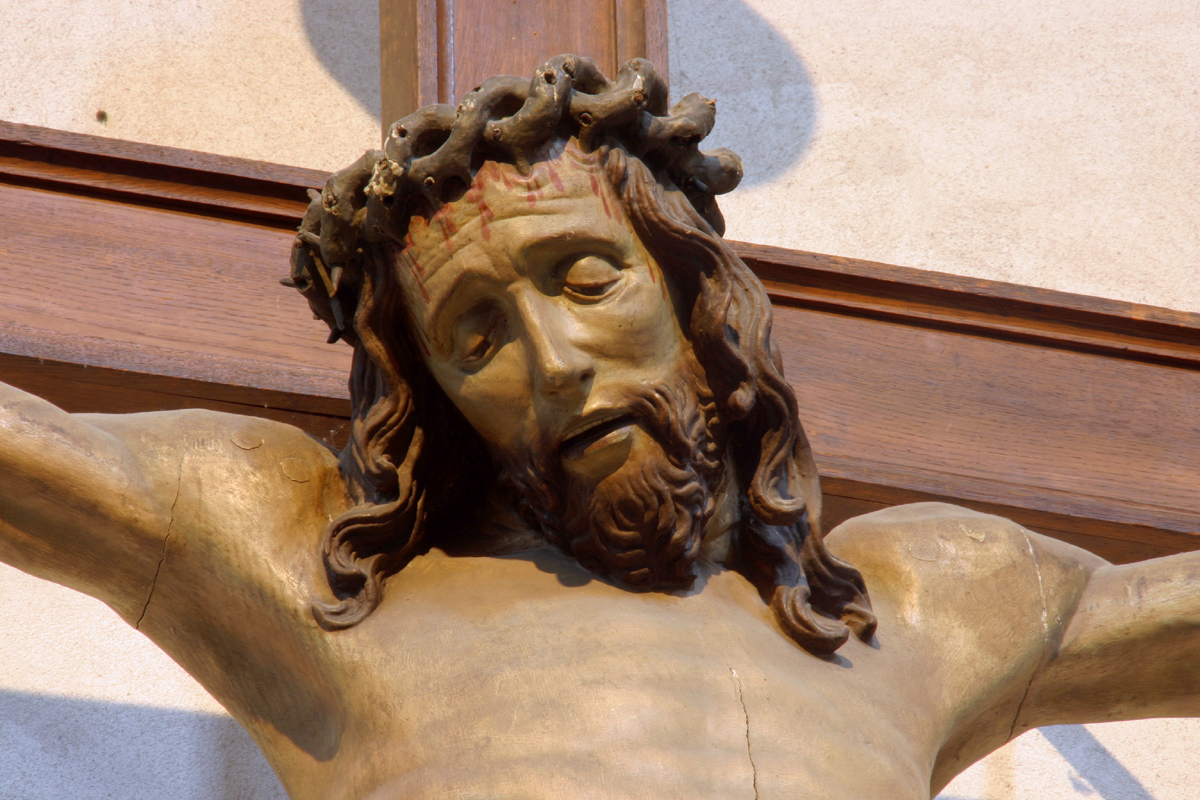
Detail des Gekreuzigten

Die Skulpturen der Kreuzigungsgruppe von 1509 bestehen aus dem gekreuzigten Christus, seiner Mutter Maria und dem Apostel Johannes. Von dem Figurenschmuck des die Gruppe umrankenden gotischen Sandsteinbogens sind nur drei kleine Statuetten erhalten, die Adam und Eva sowie vermutlich einen Propheten darstellen; der Rest des Bogens ist völlig verwittert.
Als Schöpfer der Altarskulpturen gilt Tilman van der Burch, einer der wenigen urkundlich erwähnten Kölner Bildhauer und Bildschnitzer des ausgehenden 15. Jahrhunderts. Seine Christusfigur am Kreuz ist anatomisch genau und mit realistischen Details gestaltet. Die Augen sind bis auf einen kleinen Schlitz geschlossen, auf dem Gesicht zeigen sich die Schmerzen. Die Rippenbögen treten deutlich hervor und die Seitenwunde ist groß und deutlich zu sehen. Die Figuren von Maria links und Johannes rechts davon bilden in ihren Haltungen und der weichen Faltung der Gewänder einen Gegensatz. Im Gesamtensemble ist das Paar jedoch gut aufeinander abgestimmt, während Maria in ruhiger Trauer nach unten schaut, richtet sich Johannes mit Pathos in Blick und Gestik nach oben hin zum Gekreuzigten. Seine geöffneten Hände zeigen, dass er das Vermächtnis Jesu, seine Mutter zu schützen, angenommen hat. Das Kreuz mit den in Dreipässen endenden Armen und dem eingeschnitzten Titulus ist wohl ein Werk des 19. Jahrhunderts.(1)

#### Grablegungsgruppe

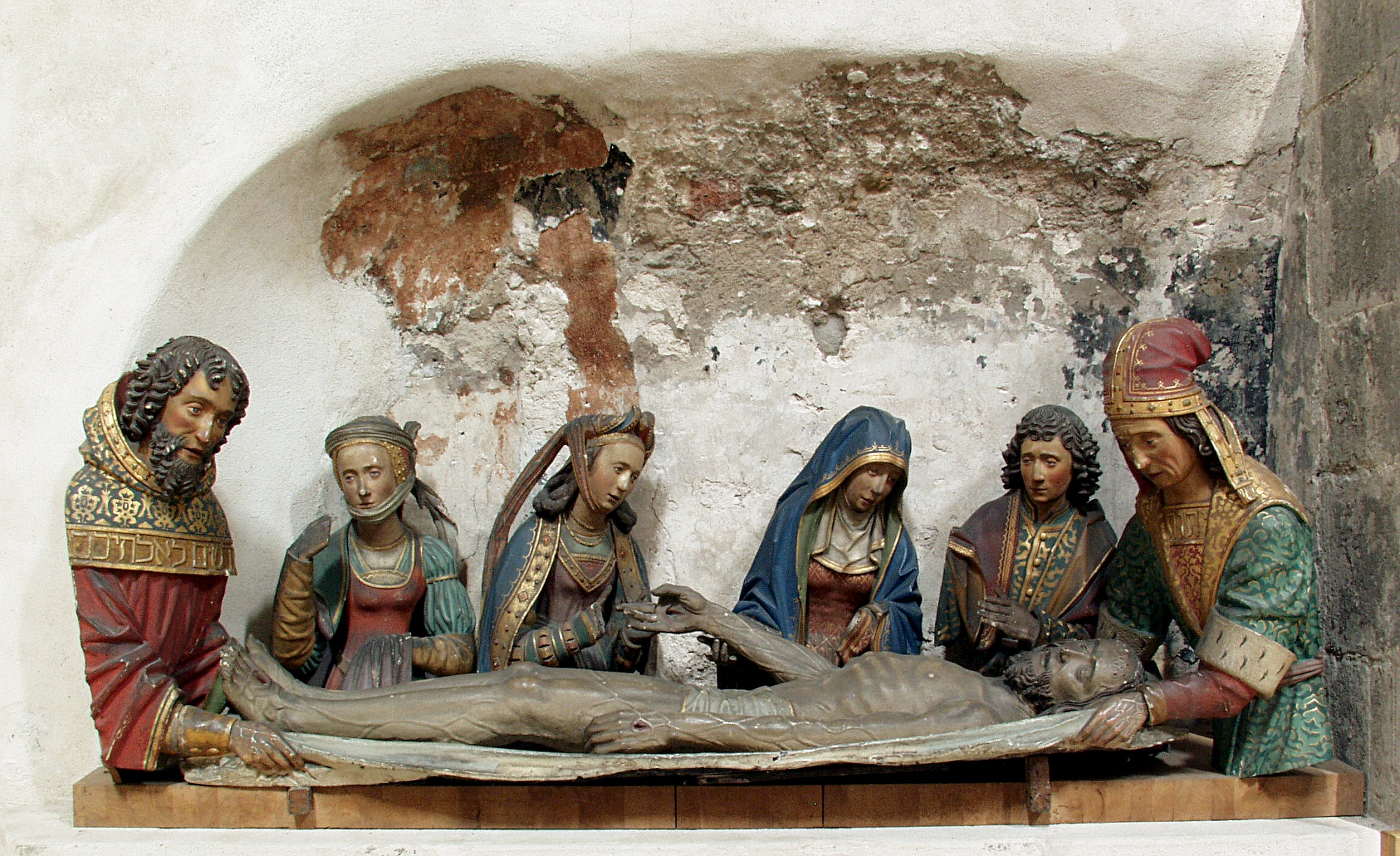
Grablegungsgruppe. Von links nach rechts: Nikodemus, unbekannte Klagefrau, Maria aus Magdala, Maria, Johannes, Josef von Arimathäa.

Dem Kreuzaltar stilistisch zugeordnet wird die so genannte Grablegungsgruppe von 1509, die neben dem toten Christus ursprünglich sieben als Dreiviertelfiguren angelegte Skulpturen umfasste. Eine der Frauenfiguren ist seit dem Zweiten Weltkrieg verschollen. Da die Figuren von Johannes und Maria in Ausführung und Physiognomie der der Kreuzigungsgruppe sehr ähneln, geht man von davon aus, dass sie aus der Werkstatt desselben Künstlers, eben Tilman van der Burch, stammen.
Der tote Christus ist hier ebenso wie am Kreuzaltar mit anatomischen Details wie hervortretenden Adern und deutlich erkennbaren Wunden der Dornenkrone dargestellt. Er liegt mit leicht nach links geneigtem Haupt im Zentrum auf einem Leintuch, das am Fußende von Nikodemus, am Kopfende von Josef von Arimathäa gehalten wird. Maria, erkennbar an ihrem schlichten blauen Gewand, hebt den Arm des Leichnams leicht an, so dass die Kreuzigungswunde an der rechten Hand deutlich gezeigt wird. Zu ihrer Linken steht Johannes als dritte, sehr jünglingshaft gezeichnete männliche Figur des Ensembles. Während Jesus und die Figuren an Kopf- und Fußende fast lebensgroß sind, erscheinen die Büsten der Frauen und Johannes deutlich kleiner, so dass sie perspektivisch als Hintergrund wirken. Die Maria am nächsten stehende Klagefrau wird in der Literatur wegen ihrer kostbaren Kleidung vereinzelt als Maria von Magdala interpretiert.
Die ursprünglich drei weiteren, von Maria aus rechts stehenden Frauenfiguren, von denen zwei erhalten sind, fallen ebenso wie die beiden Männerskulpturen an Kopf- und Fußende durch eine sehr reichhaltige und detailliert ausgeführte zeitgenössische Kleidung auf. (2)

### Staufischer Taufstein

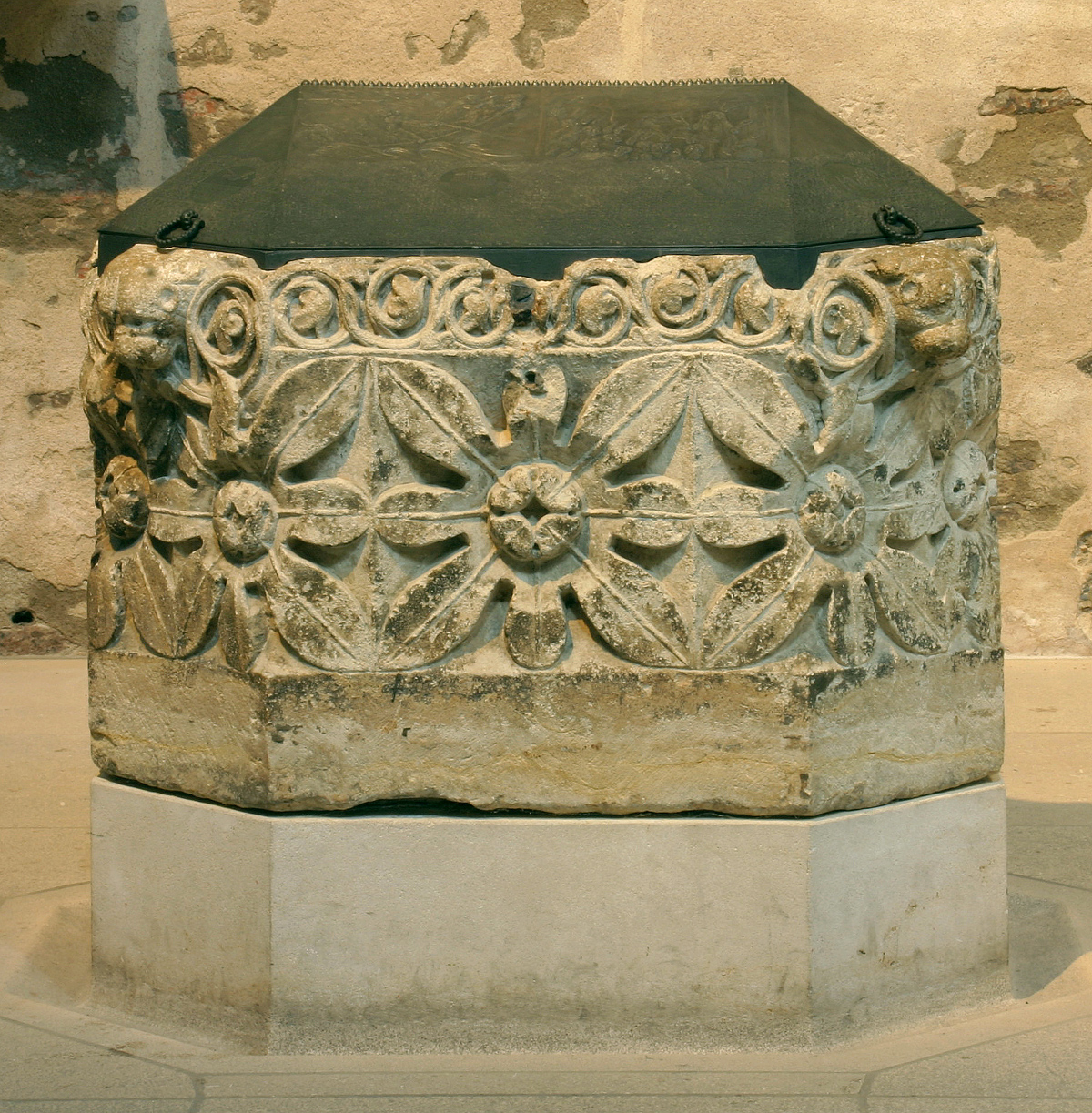
Auf einem neuen Betonsockel steht das ca. 80 Zentimeter hohe prismenförmige Taufbecken aus staufischer Zeit.

Direkt vor der Kreuzigungsgruppe steht heute ein Taufbecken aus hellem Kalkstein, das aufgrund seiner Form und Ornamentik zu den interessantesten Steinarbeiten aus der ersten Hälfte des 13. Jahrhunderts gezählt wird. Es wird vermutet, dass das Taufbecken ursprünglich zu der älteren Brigidenkirche gehörte. Diese erhielt 1510 ein neues Taufbecken aus Messing, damit es ist wahrscheinlich, dass das ältere Taufbecken in die Martinskirche übernommen wurde. Einige Legenden bis in das 20. Jahrhundert besagten, dass es sich ursprünglich um ein Geschenk des Papstes Leo III. gehandelt habe.(3)
Der Taufstein hat eine längliche, achteckige Grundfläche. Sein Rand ist von außen mit einem Fries von acht großen Wasserrosen versehen, die sich gleichmäßig über die unterschiedlich breiten Seitenflächen verteilen und so auch über die Kanten hinweg verlaufen. An vier Ecken sitzen Löwenköpfe; aus ihren Mäulern entwickelt sich ein schmalerer Akanthusfries, der den oberen Rand des Taufbeckens bildet.
Bis zur Kriegszerstörung hatte das Taufbecken einen kupfernen Deckel. Die heutige moderne pyramidenartige Abdeckung aus mit Bronze ummanteltem Zinn mit sechsseitiger Grundfläche stammt von dem Bildhauer Karl Matthäus Winter aus Limburg an der Lahn, der darauf Szenen aus dem Alten und Neuen Testament zu einem Bilderfries verarbeitete. Die Bildgestaltung für die sechs Seiten des Deckels wurde von dem Theologen Wilhelm Nyssen in Anlehnung an das mittelalterlich-typologische Denken entwickelt, wobei der Leitgedanke für die Taufbeckenabdeckung das Thema „Wasser“ war. Beherrscht wird die Bildgebung durch die großflächigen Reliefs neutestamentarischer Szenen auf den Seitenflächen. Sie umfassen auf der Nordseite den Sturm auf dem Meer und Pfingsten und auf der Südseite die Heilung des Gelähmten am Teich Bethesda, die Frau am Jakobsbrunnen und den von Gottes Thron und vom Lamm ausgehende Strom lebendigen Wassers. Die beiden größten Flächen zeigen die Taufe Jesu im Jordan und Christus am Kreuz, dem die Rippenseite geöffnet wird. Die alttestamentarischen Szenen sind als Medaillons in das Spitzenwerk des Randes verwoben, dargestellt sind dabei der über den Wassern schwebende Geist Gottes, die Arche Noah über den Fluten, der Durchzug durch das rote Meer, Moses schlägt Wasser aus dem Felsen, Syrer Naamen wird im Jordan geheilt und das Fließen lebendiger Wasser aus der östlichen Seite des Tempels.

### Dreikönigstriptychon

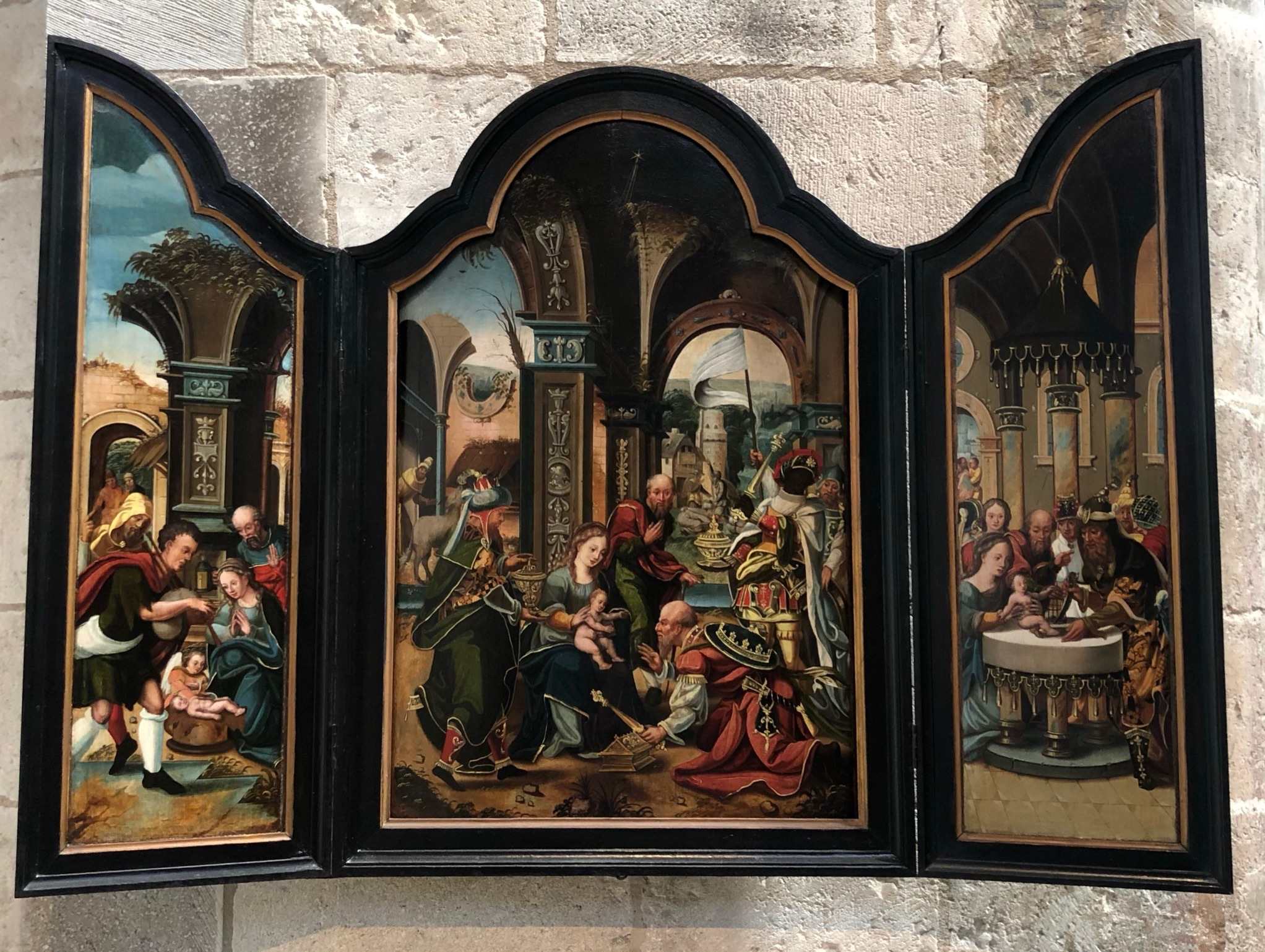
Triptychon von 1530

Ein Triptychon, das heute am nordöstlichen Langhauspfeiler hängt, stammt vermutlich aus einer niederrheinischen Werkstatt und ist um 1530 entstanden. Es zeigt drei Szenen aus der Kindheit Jesu, gemalt in der Bildsprache der niederländischen Renaissance: In der Mitte sehen wir die Anbetung der Könige, die in prächtige orientalische Gewänder gehüllt sind. Der linke Flügel zeigt Maria und Josef in stiller Anbetung ihres Sohnes vor einer Ruinenkulisse, die den Untergang der alten Welt vor Christus darstellt. Auf dem rechten Seitenflügel ist die Beschneidung des Jesuskindes auf einem gemauerten runden Tisch unter einem Säulenbaldachin dargestellt. Die Rückseiten der Flügel sind (heute) leer. Das insgesamt 72 Zentimeter breite und 102 Zentimeter hohe Bild ist in Öl auf Holz ausgeführt und stammt aus dem ursprünglichen Besitz von Groß St. Martin als Abteikirche. (5)

### Weitere Ausstattungsstücke im Innenraum

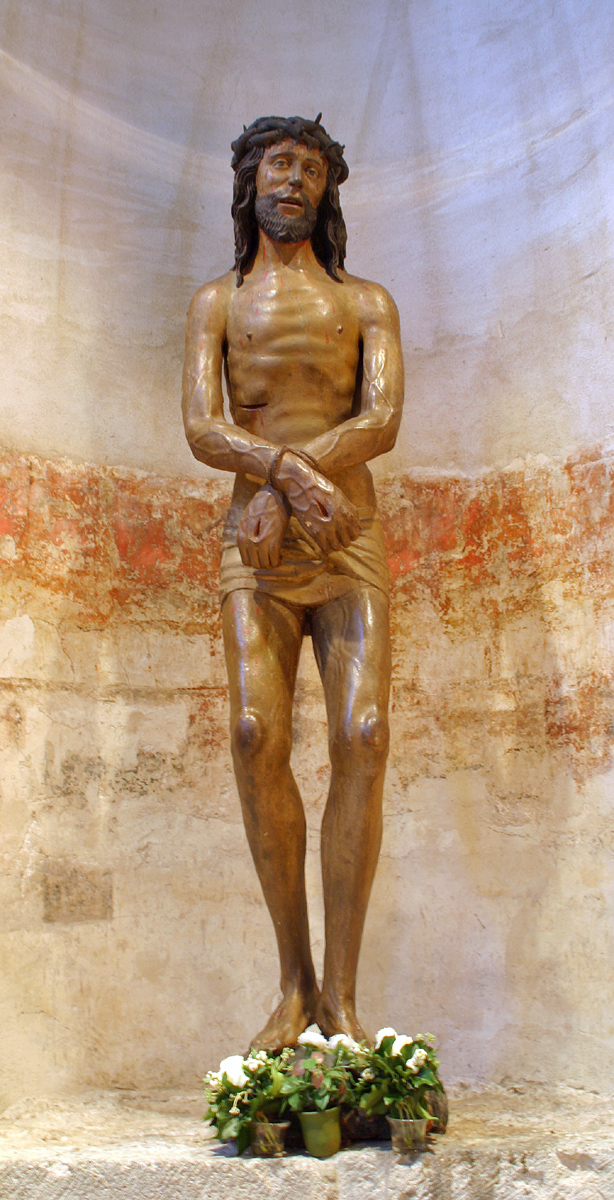
Schmerzensmann, 16. Jahrhundert (9)

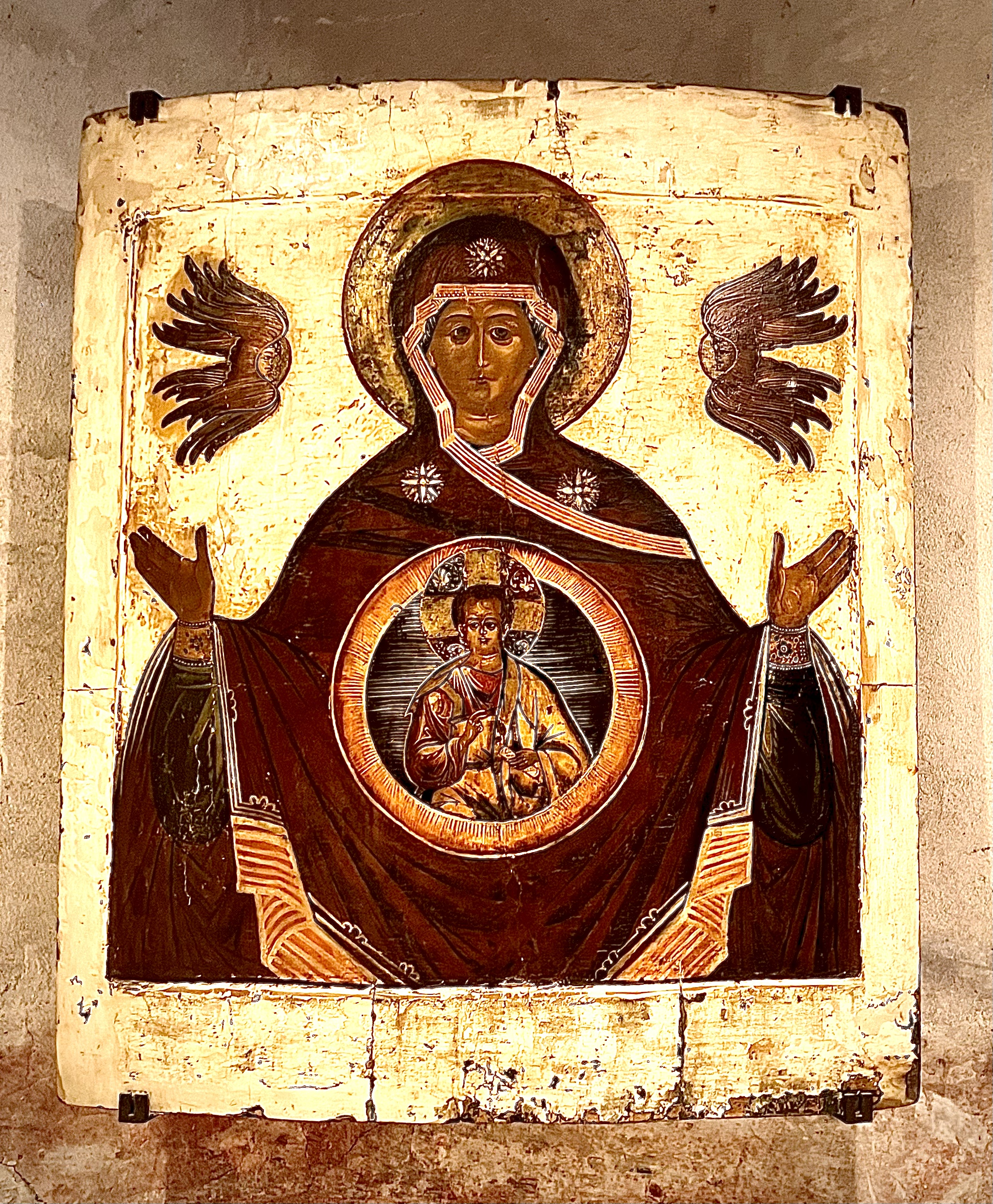
Russische Ikone des 17. Jahrhunderts

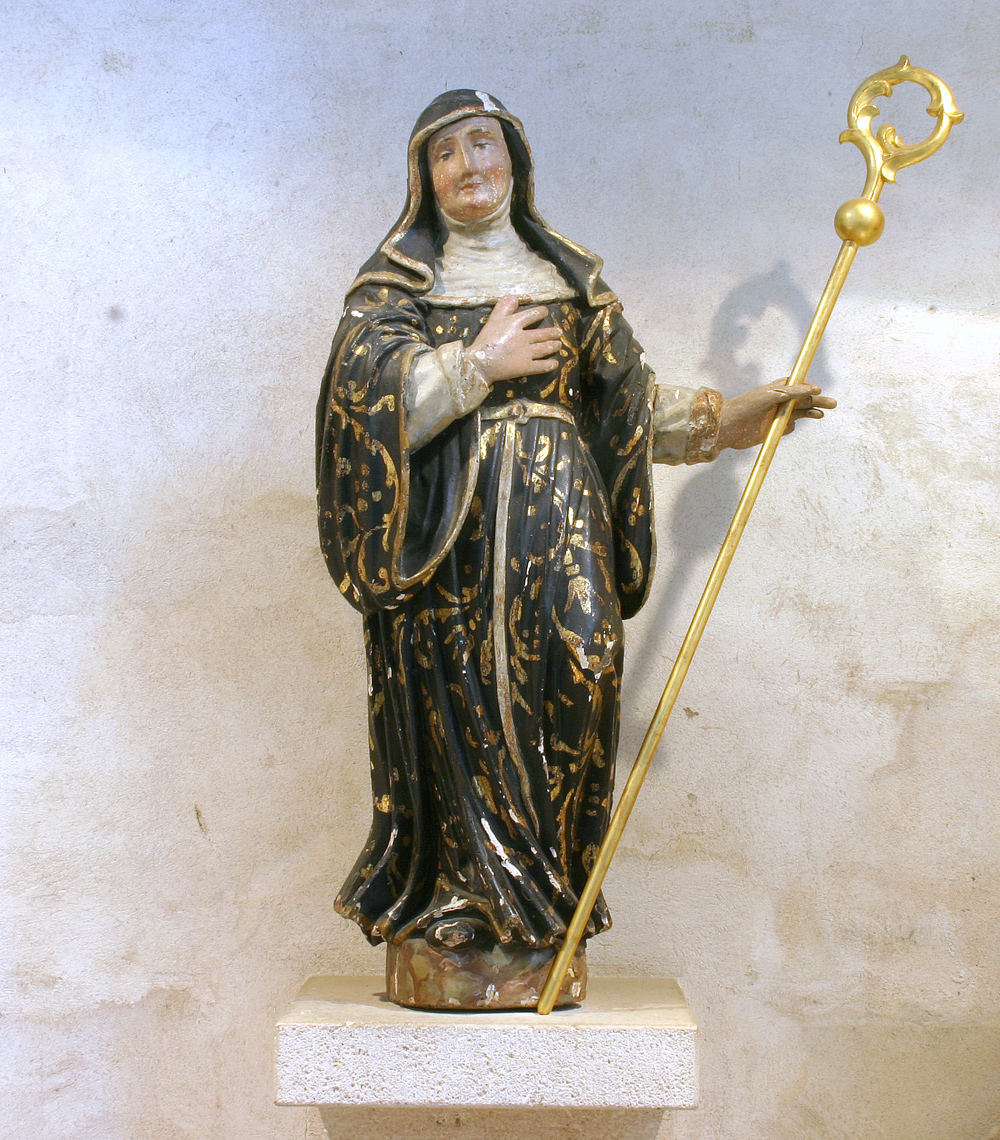
Statue der Brigida von Kildare (11)

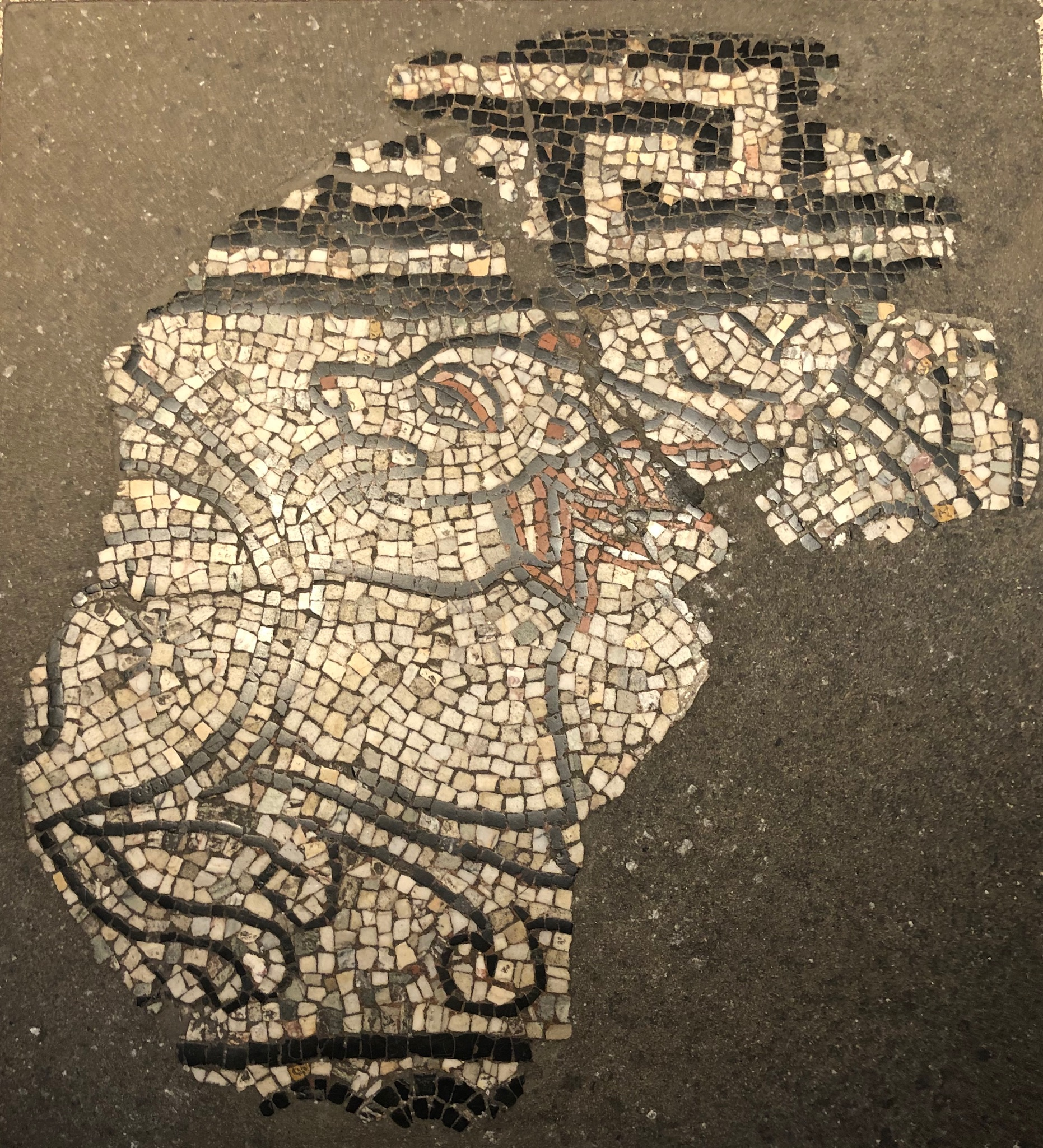
Mosaikfragment mit Löwe, 13. Jahrhundert

- Fußbodenmosaik der Sieben fetten KüheEngel von Karl HoffmannMosaikfragment mit Löwe, 13. JahrhundertSchmerzensmann: Die fast lebensgroße Holzfigur aus dem 16. Jahrhundert stammt wahrscheinlich aus derselben Werkstatt wie die Kreuzigungs- und Grablegungsgruppe (9)

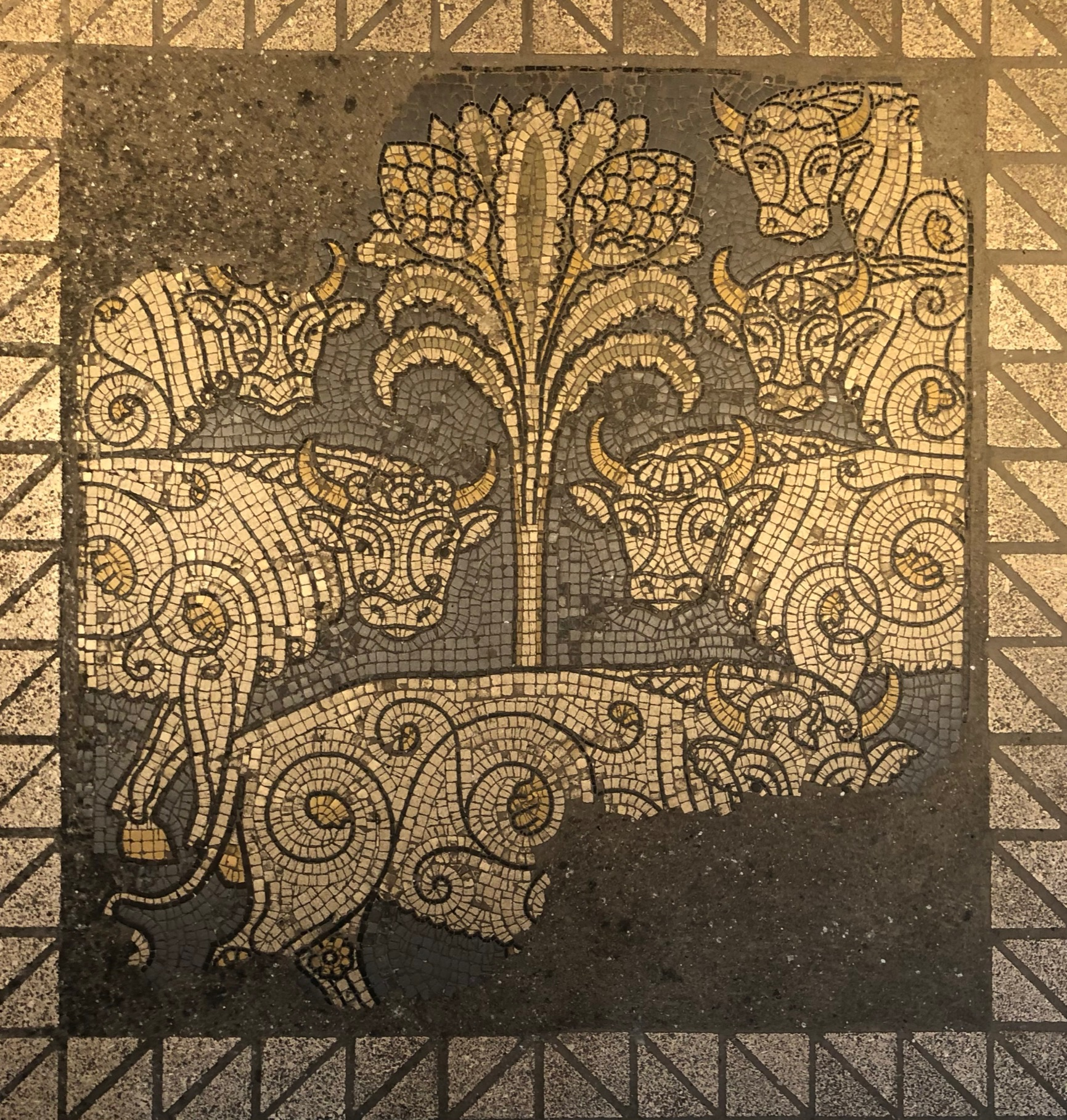
Fußbodenmosaik der Sieben fetten Kühe

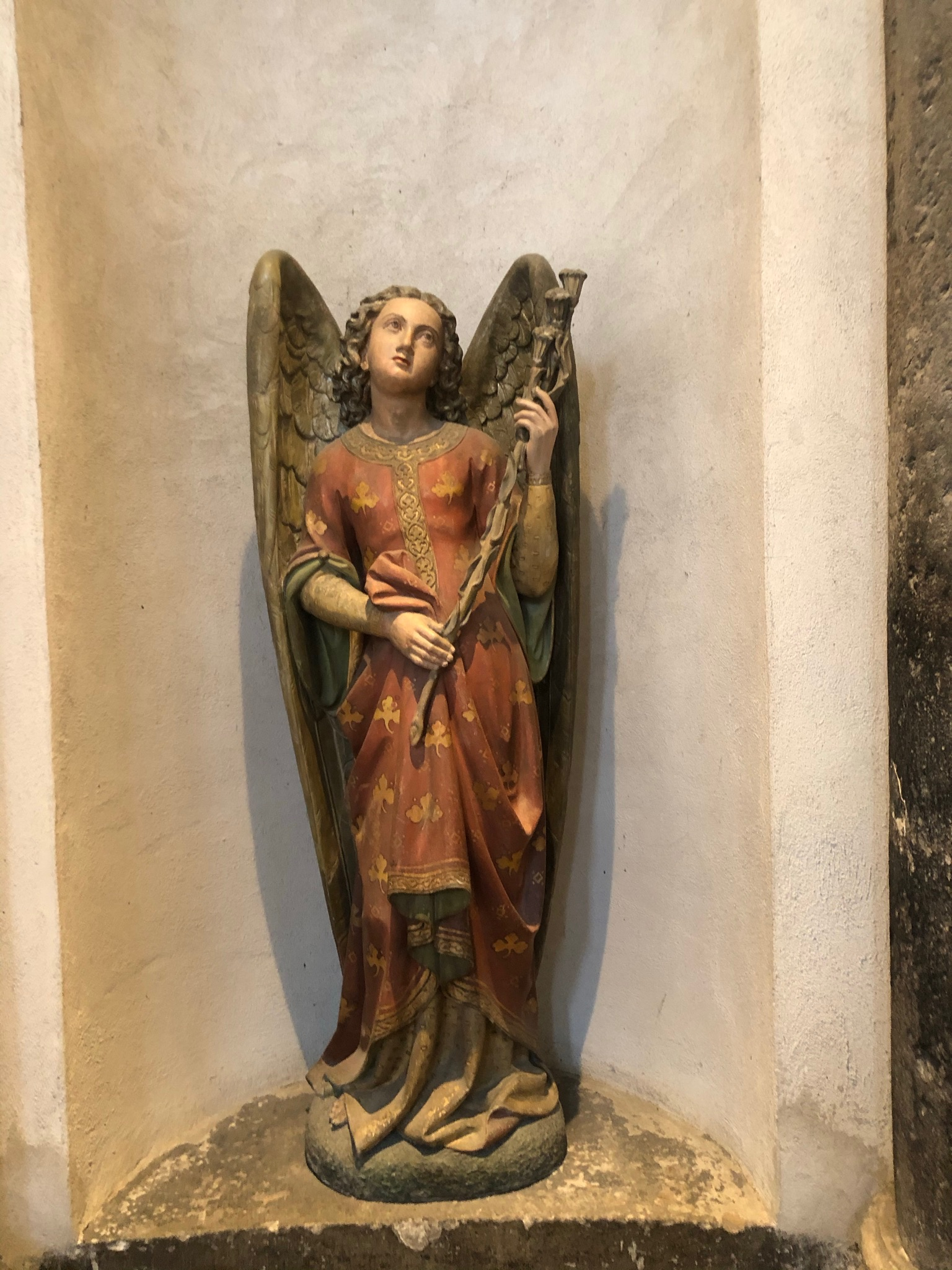
Engel von Karl Hoffmann

- Skulptur des Heiligen Eliphius: Frühestens im 12. Jahrhundert entstanden, zeigt die Skulptur die Wundertat des zweiten Schutzheiligen der Kirche, der nach seiner Enthauptung mit seinem Kopf in der Hand die Stelle seines eigenen Grabes ausgesucht haben soll. Die Figur wurde 1986 im Kunsthandel erworben. (8)
- Marienaltar mit Ikone: Die Ikone aus Zentralrussland wird auf das 17. Jahrhundert datiert. Sie ist eine Darstellung der „Muttergottes des Zeichens“ (Maria Platytera). Vor der Brust Mariens, die als Halbfigur im unchristlichen Orantengestus abgebildet ist, schwebt eine Lichtscheibe mit dem Bild des Christus Emanuel. Das Kunstwerk ist ein Geschenk der beim Wiederaufbau beschäftigten Bauleute und stammt aus dem Kunsthandel.[31] (4)
- Kreuzweg: Die 14 Tafeln vom Anfang des 20. Jahrhunderts stammen aus Privathand; sie sind entlang der Wand des südlichen Seitenschiffs angebracht (keine Ziffer)
- Sakramentsaltar mit Tabernakel: Den modernen Tabernakel im nördlichen Nebenaltar schuf – ebenso wie den Deckel des staufischen Taufsteins – der Künstler Karl Matthäus Winter im Jahr 1984. (6)
- Vierungsaltar mit Radleuchter: Ein weiteres Teil der modernen Ausstattung ist der schlichte steinerne Altartisch, der gleichzeitig als Reliquiensepulcrum dient. Der darüber hängende Edelstahl-Radleuchter entspricht in seinem Durchmesser von 4,20 Metern der Diagonale des Altartisches. Beide Objekte wurden von dem seit 1961 mit dem Nachkriegs-Wiederaufbau beauftragten Kölner Architekten Joachim Schürmann, entworfen. Der Entwurf des Radleuchters fand ein zweites Mal Verwendung für die Anfertigung eines ebensolchen von der Kirchengemeinde Lippoldsberg in Auftrag gegebenen Leuchters, der seit 1999 in der ehemaligen Klosterkirche Lippoldsberg hängt.[35] (7)
- Brigidenkapelle: Im Westjoch des Südseitenschiffes zeugen Mauerreste von der abgerissenen Pfarrkirche St. Brigida, die sich seit der Mitte des 12. Jahrhunderts mit Groß St. Martin einen Teil von deren Südwand teilte. Die Mauerreste sind in einer schmalen Nische der Westwand zu finden. Diese beherbergt heute eine barocke Statue aus Holz mit Krummstab der irischen Äbtissin Brigida von Kildare, die ihre Jugend in bäuerlichen Verhältnissen verbrachte. Dazu passt der hier in den Boden eingelassene Mosaikrest aus dem 19. Jahrhundert: Die biblischen „sieben fetten Kühe“ darstellend. (11)
- Statuen der Apostel Petrus und Paulus: Links und rechts in die Muldennischen gestellt, flankieren zwei lebensgroße Statuen von Peter Joseph Imhoff das Westportal. Ihre Herkunft ist ungeklärt, ursprünglich enthielt der Skulpturenzyklus wohl 4 Figuren. (12)
- Zwei Engel von 1848/49 aus Sandstein vom ehemaligen Muttergottesaltar. Sie wurden von Karl Hoffmann nach einem Entwurf von Andreas Müller geschaffen und in den Jahren 1876/77 von Alexius Kleinertz polychromiert.[15]
- Modernes Holzkreuz: Vor dem meist geschlossenen Westportal auf dem Boden, direkt vor dem Mittelgang des Langhauses, liegt das monumentale, sehr abstrakte Holzkreuz, geschaffen von Franz Gutmann. Ursprünglich war es für einen Meditationsraum in der Abtei Siegburg gedacht[36]; als man sich dort dagegen entschied, fand es Aufnahme in Groß St. Martin. (13)
- Fensterzyklus: Im Rahmen der Restaurierung entwarf der Künstler Hermann Gottfried in den 80er Jahren einen neuen Fensterzyklus für Groß St. Martin, der allerdings noch nicht vollständig umgesetzt wurde. Die je drei Fenster in den Konchen sollen pro Konche einem der drei Schutzheiligen gewidmet sein: St. Eliphius im Norden, St. Brigida im Süden und St. Martin in der östlichen Apsis. Bislang sind nur die drei Ostfenster mit Glasmalereien aus dem Leben des heiligen Martin gestaltet. Im Gegensatz zu den Fenstern des Langhauses und den Westfenstern sind die Ostfenster in vornehmlich rot leuchtenden, kontrastreichen Farben gehalten. Die sechs Langhausfenster beziehen sich motivisch auf die sechs Tage der Schöpfungsgeschichte; das dreiteilige Westfenster über dem Portal hat Maria zum Thema.
- Kunst der Stauferzeit: Von den Mosaiken des Fußbodens ist nur ein ganz geringer Rest erhalten. Er ist 1982, wie auch die Reste der Essenwein-Mosaike, in die neuen von Margot und Joachim Schürmann gestalteten Fußbodenbelag aus Euviller Kalksteinplatten integriert worden. Das Fragment eines aus einem Löwen mit dreifach geteiltem Schwanz gebildeten Frieses aus dem 13. Jahrhundert ziert den Fußboden vor der Ostnische des Südseitenschiffes. Auch von den Wandausmalungen aus dieser Zeit sind nur hinter den beiden Seitenaltären in den Seitenschiffen geringe Reste figuraler Malerei erhalten.[31]

### Orgel

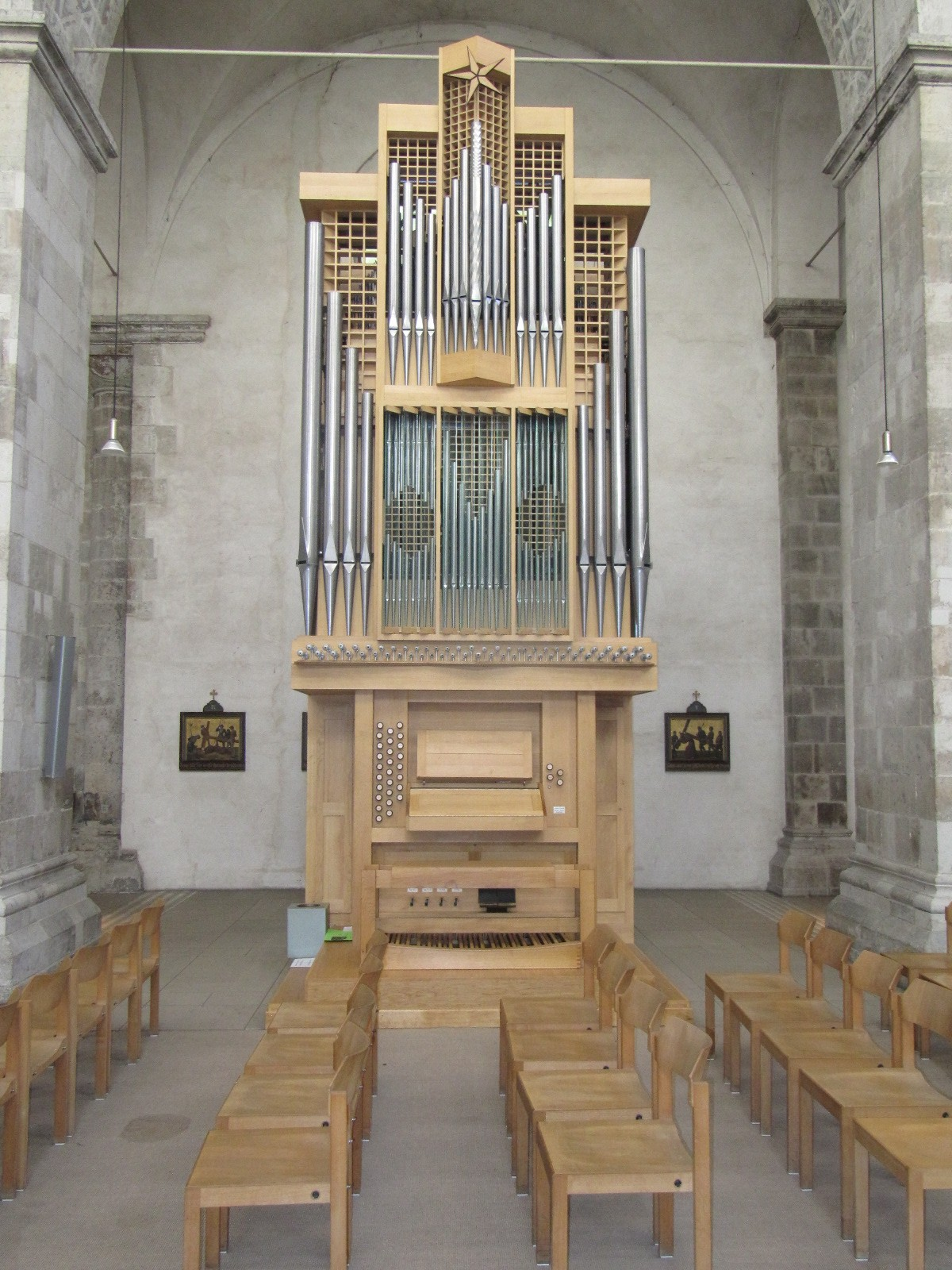
Die Fleiter-Krawinkel-Orgel

Nach dem Wiederaufbau ersetzte eine schlichte süditalienische Schrankorgel aus dem 19. Jahrhundert die früher auf einer Orgelempore der Westwand befindliche große Kirchenorgel.
Die heutige Orgel wurde 1987 von der Firma Fleiter (Münster) für die Krankenhauskapelle in Borghorst. erbaut. Im Jahre 2015 wurde das Instrument von der Firma Orgelbau Krawinkel neu ausgerichtet und in Groß St. Martin etwas westlicher als das Vorgängerinstrument aufgestellt. Das mechanische Schleifladeninstrument hat 21 klingende Register auf zwei Manualenwerken und Pedal. Aus Platzgründen verfügt es über zahlreiche Transmissionen und Extensionen. Der Spieltisch ist dreimanualig; das erste Manual ist ein Koppelmanual. Das Instrument eignet sich gut zur Darstellung deutscher und französischer Orgelmusik. Es hat folgende Disposition:
| II Hauptwerk C–g3 |                        |       |   |
| 1.                | Principal              | 8′    |   |
| 2.                | Metallgedackt          | 8′    |   |
|                   | Salicional (= Nr. 10)0 | 8′    |   |
| 3.                | Octave                 | 4′    |   |
| 4.                | Rohrflöte              | 4′    |   |
| 5.                | Octave                 | 2′    |   |
| 6.                | Mixtur IV              | 1 ⁄3′ |   |
| 7.                | Trompete               | 8′    | n |
|                   | Hautbois (= Nr. 16)    | 8′    |   |

| III Schwellwerk C–g3 |                       |        |   |
| 8.                   | Bourdon               | 8′     |   |
| 9.                   | Flûte                 | 8′     |   |
| 10.                  | Salicional            | 8′     | n |
| 11.                  | Voix céleste          | 8′     | n |
| 12.                  | Flûte traversière     | 4′     |   |
| 13.                  | Nazard                | 2 ⁄3′  |   |
| 14.                  | Doublette             | 2′     |   |
| 15.                  | Tierce                | 1 3⁄5′ |   |
| 16.                  | Hautbois              | 8′     | n |
| 17.                  | Dulciana en Chamade 0 | 8′     |   |

| Pedal C–f1 |                        |     |   |
| 18.        | Subbass                | 16′ |   |
| 19.        | Violon                 | 08′ | n |
| 20.        | Gedacktbass            | 08′ |   |
|            | Salicional (= Nr. 10)  | 08′ |   |
| 21.        | Gedacktflöte           | 04′ |   |
|            | Trompete (= Nr. 7)     | 08′ |   |
|            | Trompete (Ext. Nr. 7)0 | 04′ |   |

- Koppeln:

Normalkoppeln: Koppelmanual (I), II/P, III/P
Suboktavkoppeln: III/III III/I
- Spielhilfen: zwei Schwelltritte
- Effektregister: Zimbelstern

### Glocken
Im Zweiten Weltkrieg wurden vier Kirchenglocken in einer damals gängigen Tonfolge des1–es1–f1–ges1 zerstört. In den Jahren 1984/85 goss Florence Hüesker (Glockengießerei Petit & Gebr. Edelbrock, Gescher) fünf Bronzeglocken, die durch Stiftungen finanziert wurden. Aufgrund der schweren Rippe und der Aufhängung an hölzernen Armaturen in einer geräumigen Glockenstube entfalten die Glocken ein hohes Klangvolumen.
| Nr. | Name     | Ø (mm) | Gewicht (kg) | Nominal (16tel) | Inschrift |
| --- | -------- | ------ | ------------ | --------------- | --- |
| 1   | Maria    | 1.580  | 2.600        | c1 ±0           | UNI DEO ET SANCTAΣ MARIAΣ OMNIS HONOR ET GLORIA. (Dem einen Gott und der heiligen Maria alle Ehre und Ruhm.)                                                           |
| 2   | Martinus | 1.150  | 1.140        | f1 +1           | PER INTERCESSIONEM SANCTI MARTINI DA PACEM DOMINE IN DIEBUS NOSTRIS. (Durch die Fürsprache des heiligen Martin gib Frieden Herr in unseren Tagen.)                     |
| 3   | Eliphius | 1.070  | 820          | g1 +1           | SUM CAMPANA PII QUI NOS DEFENDIT SANCTI ELIPHII. (Ich bin die Glocke des frommen heiligen Eliphius, der uns verteidigt.)                                               |
| 4   | Brigida  | 940    | 570          | a1 +1           | UT IN OMNIBUS DEUS GLORIFICETUR. (Auf dass Gott in allen Dingen verherrlicht werde.)                                                                                   |
| 5   | Ursula   | 750    | 307          | c2 +2           | PROTEGE CIVITATEM TUAM UBI CUM SODALIBUS TUIS GLORIOSUM SANGUINEM REFUNDISTI. (Schütze deine Stadt, wo du mit deinen Gefährtinnen das glorreiche Blut vergossen hast.) |

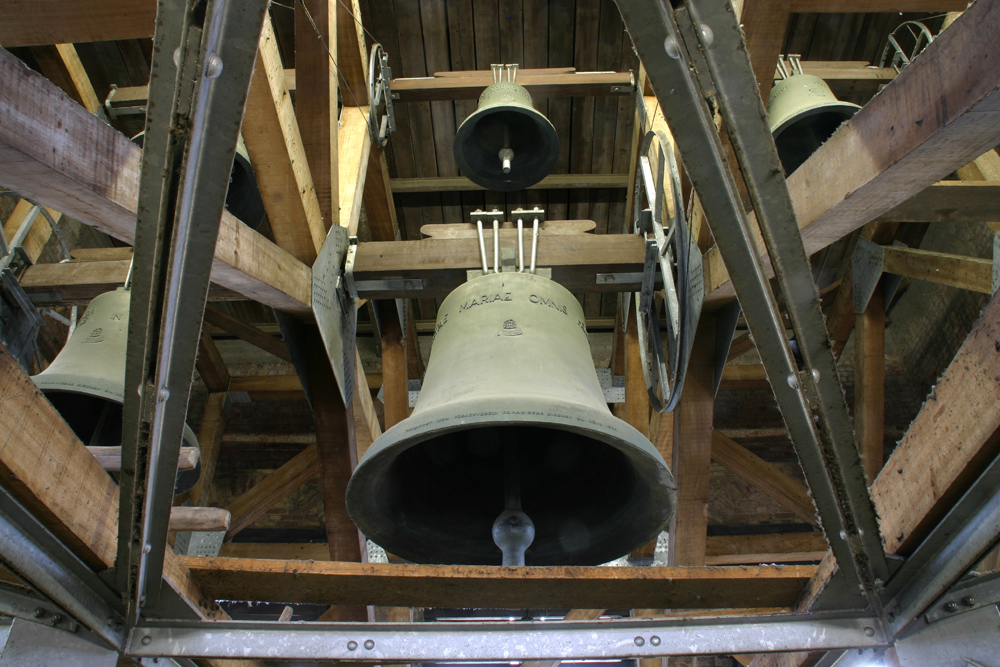
Glockenstube

Die vier kleinen Glocken (2–5) bilden das Geläutemotiv Freu dich, du Himmelskönigin (Gotteslob Nr. 525), die vier großen (1–4) die Töne des Westminsterschlags.